# Buchenau (Dautphetal)
Buchenau (bis zur Eingemeindung Buchenau/Lahn) ist ein Dorf im Osten des Hessischen Hinterlandes und als solches ein Ortsteil der Großgemeinde Dautphetal im mittelhessischen Landkreis Marburg-Biedenkopf.
Die Lahn, die durch den Ort fließt, der alte Ortskern mit den Fachwerkhäusern und der Kirche an deren Rand, sowie die Bebauung der Talhänge mit den herausstechenden „Hochhäusern“ charakterisieren den Ort.
Bis zum Zusammenschluss mit elf anderen Gemeinden zur Gemeinde Dautphetal im Jahr 1974 war Buchenau eine selbstständige Gemeinde, zu der neben der Industriesiedlung Carlshütte von 1972 bis 1974 auch der heute zu Biedenkopf gehörige Weiler Katzenbach gehörte.

## Geographie

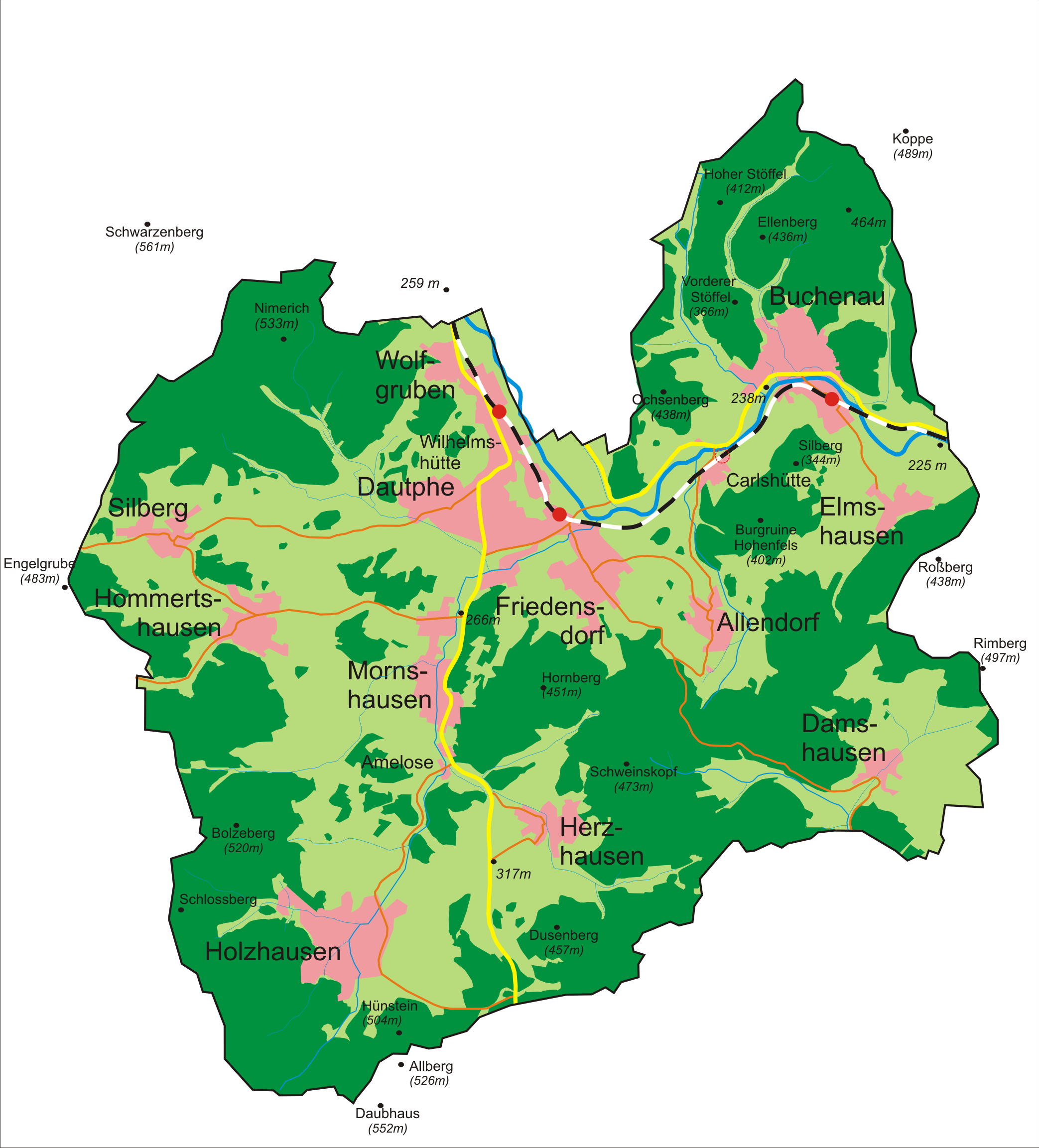
Lage des Ortes innerhalb der Gemeinde Dautphetal

### Geographische Lage
Buchenau liegt am östlichen Rand des Rheinischen Schiefergebirges im engen oberen Lahntal in einem Talkessel, umgeben von den Sackpfeifen-Vorhöhen Vorderstöffel (366 m), Ellenberg (438 m) und Bundeberg (385 m). Östlich des Ortes und des Bundeberges schließt sich, durch den Einschnitt des Lauterbachs getrennt, der 460 Meter hohe Homberg mit dem Naturschutzgebiet Homberg bei Buchenau an, dessen östliche Hälfte bereits auf der Gemarkung der Nachbargemeinde Lahntal liegt.
Der alte Ortskern liegt auf etwa 240 m ü. NN und umfasst die Alte Landstraße, den Gassenweg, die Hollergasse, Grabenstraße und Bachstraße. In dem Haufendorf sind hauptsächlich Dreiseit- und Hakenhöfe zu finden. Im Laufe der Zeit hat sich die Bebauung an die Talhänge bis an den Waldrand ausgedehnt. 
Der höchste Punkt der Buchenauer Gemarkung befindet sich auf den Salzköpfen mit knapp 500 m ü. NN an der nordöstlichen Gemarkungsgrenze, der niedrigste mit unter 235 Metern im Osten an der Lahn an der Gemarkungs- und Gemeindegrenze.

### Ortsname
Vor dem Zusammenschluss mit anderen Gemeinden zur Großgemeinde Dautphetal hieß Buchenau amtlich Buchenau/Lahn zur Unterscheidung von anderen Buchenaus in Deutschland. Neben der amtlichen existierten einige weitere Schreibweisen, wie Buchenau (Lahn) oder Buchenau an der Lahn. Die Schreibweisen mit Namenszusatz sind heute gelegentlich gebräuchlich.

### Nachbargemeinden
Die angrenzenden Orte sind von Norden im Uhrzeigersinn die Stadtteile Treisbach und Warzenbach der Stadt Wetter, im Osten der Ortsteil Brungershausen der Gemeinde Lahntal, im Südosten bis Südwesten die Dautphetaler Ortsteile Elmshausen, Allendorf und Friedensdorf sowie im Westen und Nordwesten die Biedenköpfer Stadtteile Kombach und Katzenbach.
Eingebettet zwischen der Bundesstraße 62 und der Bahnstrecke der Oberen Lahntalbahn befindet sich im westlichen Bereich der Gemarkung von Buchenau sowie südöstlich der Ortslage ein Abschnitt des Landschaftsschutzgebiets Auenverbund Lahn-Ohm mit einer Gesamtgröße von rund 5915 Hektar. Ziele der Unterschutzstellung sind „[…] die Erhaltung und Entwicklung des typischen Charakters der Talauen von Lahn und Ohm mit ihren Nebenbächen in ihren Funktionen als Lebensstätte auentypischer Tier- und Pflanzenarten und ihrer Lebensgemeinschaften, als Überflutungsgebiet und als Erholungsraum sowie wegen ihrer Bedeutung für das Lokalklima.“ Östlich des Ortes im Bereich des namensgebenden Berges liegt das Naturschutzgebiet Homberg bei Buchenau mit einer Größe von etwa 33,7 Hektar.

### Geologie

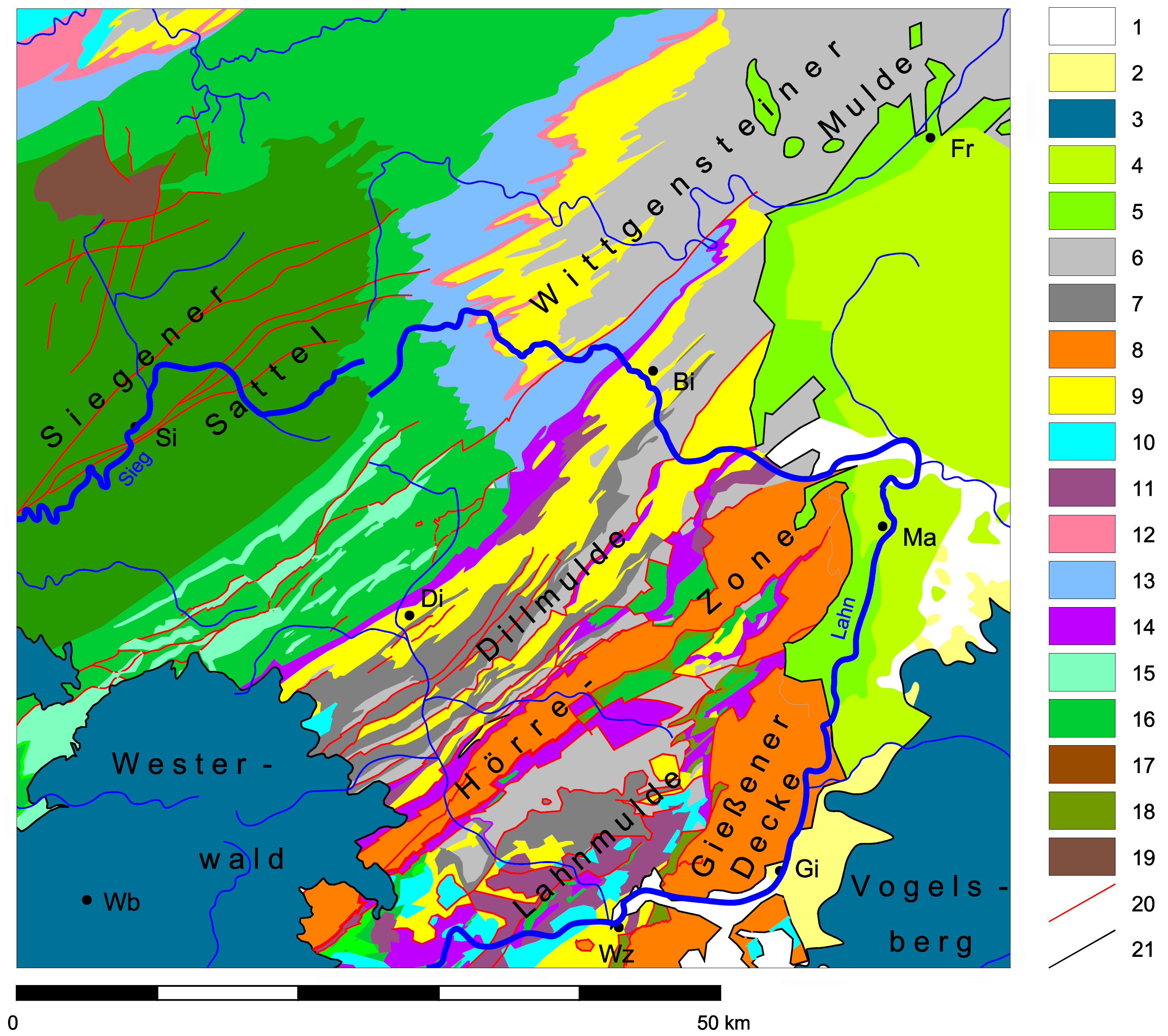
Geologische Karte der Dillmulde und angrenzender Gebiete

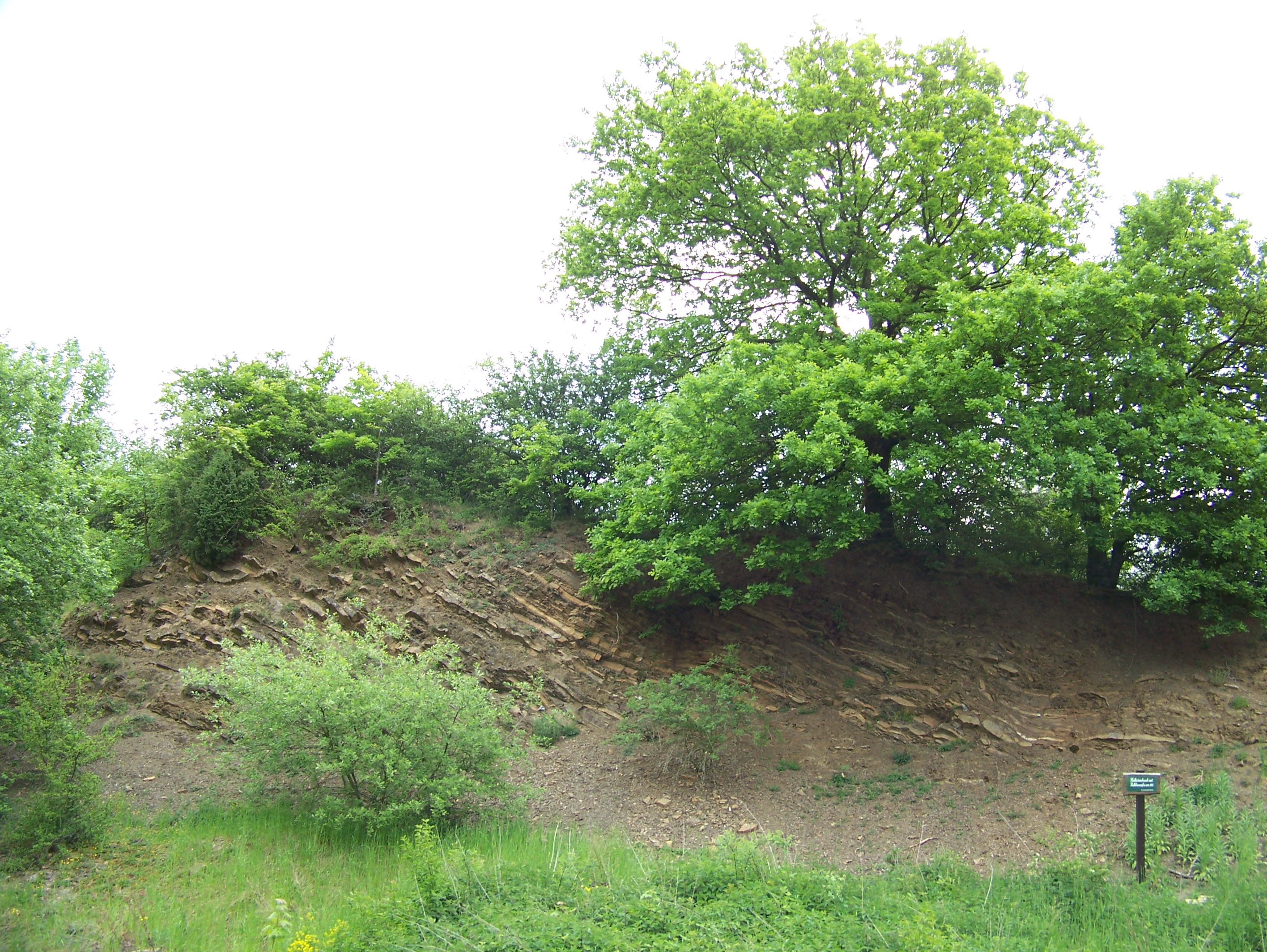
Kalksteinbruch am nordöstlichen Rand des Ortes beim Schützenplatz am Fuße des Wollenspeiert

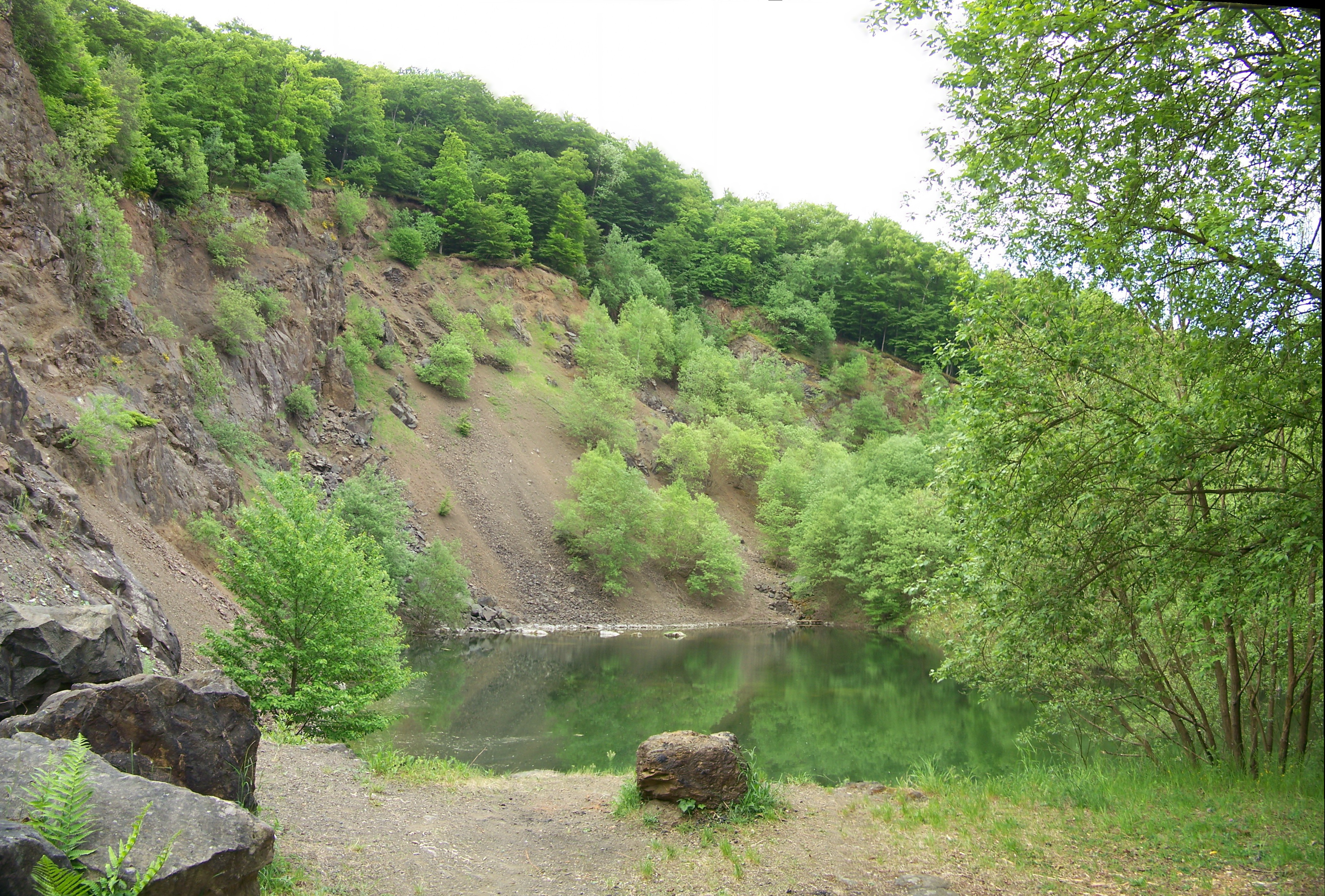
Der ehemalige Steinbruch am Silberg ist heute ein Biotop

Die Landschaft um Buchenau liegt am äußersten Ostrand des Rheinischen Schiefergebirges und ist von Gesteinen geprägt, die während des Devons und Karbons in einem Meer abgelagert wurden. Die Meeresküste lag lange Zeit etwa dort, wo sich heute der Nordrand des Schiefergebirges befindet, also etwa im Raum Düsseldorf, Wuppertal und Brilon. Während der variszischen Gebirgsbildung am Ende des Karbons wurden die Ablagerungen gefaltet und von zahlreichen Störungen durchzogen. Das so entstandene Gebirge wurde im Perm wieder abgetragen und bildete ein wenig gegliedertes Hügelland, das zu den Zeiten, in denen flache Meere Teile des heutigen Deutschlands bedeckten, immer nur am Rand von diesen überflutet wurde. Seit dem Ende des Tertiärs wurde das Schiefergebirge wieder gehoben, sodass sich Bäche und Flüsse einschneiden konnten und sich die heutige Landschaft bildete.

#### Geologische Gliederung
Nach der Einteilung des Schiefergebirges in Großstrukturen liegt Buchenau am Ostende der Dillmulde unmittelbar nördlich der Hörre-Zone. Die Großeinheit der Dillmulde ist ein Synklinorium und wird in mehrere Untereinheiten gegliedert, die als langgestreckte, aber nur wenige Kilometer breite Falten oder tektonische Schuppen in Südwest-Nordost-Richtung vom Westerwald bis zum Rand des Schiefergebirges ziehen. Von Nordwesten nach Südosten werden im Gebiet von Buchenau unterschieden:
- die Kombacher Mulde
- die Eisemröther Schuppe, auf ihrer Nordwestseite an der Eisemröther Überschiebung auf die Kombacher Mulde überschoben
- die Endbacher Schuppe, auf ihrer Nordwestseite an der Endbacher Überschiebung auf die Eisemröther Schuppe überschoben

Das Einfallen der Schichtung ist mit nur wenigen und meist kleinräumigen Ausnahmen nach Südosten gerichtet. Auch die Überschiebungen fallen nach Südosten ein. Die Gesteine sind je nach ihrer Härte mehr oder weniger geschiefert, die harten Gesteine sind meist senkrecht zur Schichtung geklüftet.

#### Gesteine
Die Grauwacken und Tonschiefer der Kombacher Mulde stammen aus dem Karbon und bauen die Höhen des Hirschsteins und des Stöffels auf. Über Mornshausen und das Lahnknie nördlich von Friedensdorf erreicht die Eisemröther Überschiebung die Umgebung von Buchenau und zieht sich an der Ostseite von Hirschstein und Stöffel entlang. Sie ist im Gelände nicht direkt zu beobachten, allenfalls die abweichenden Gesteine der Eisemröther Schuppe südöstlich davon verraten ihre Lage. Es handelt sich um Wissenbacher Schiefer, Sand- und Kalksteine des Oberdevons, in die im Unterkarbon zahlreiche Diabase eingedrungen sind. Diese Gesteine bilden den Untergrund von Buchenau und reichen nach Südosten bis zum Hauwald. Die Endbacher Überschiebung erreicht das Lahntal von Südwesten bei Elmshausen, ist auf dessen Nordseite jedoch nicht mehr aufgeschlossen. Die von ihr begrenzte Endbacher Schuppe baut die Höhen südlich von Elmshausen auf und besteht aus Tonschiefern und Sandsteinen des Mitteldevons. Alle diese geologischen Einheiten sind aufgrund der wenig ergiebigen Böden dicht bewaldet.
Tonsteine, Sandsteine, untergeordnet auch Konglomerate und Dolomite des Zechsteins bilden die offene Landschaft um Warzenbach und nördlich davon. Die jüngsten Gesteinsbildungen um Buchenau sind die Flussablagerungen der Lahn (Lockergesteine wie Kies, Sand, Auelehm).

### Gewässer
Buchenau besitzt seit jeher ergiebige Wasserquellen und reichlich nutzbares Grundwasser. In früheren Zeiten entnahmen die Einwohner das Wasser von Brunnen, die im Umfeld des Ortes gegraben worden waren. Auch wurden die durch den Ort fließenden Bäche als Viehtränke genutzt. Die Lahn, in die eine Vielzahl kleinerer Bäche und Gräben in der Ortslage von Buchenau münden, durchzieht als größtes Gewässer die Gemarkung von West nach Ost. Linksseitig öffnet sich von Nordwesten kommend das Katzenbachtal, das den namensgebenden Bach an die Lahn führt. Der Ellenbach kommt vom Ellenberg in den Ort, ist dort verrohrt und fließt entlang der Bachstraße und der Alten Landstraße ebenso in den sogenannten Mühlgraben wie der Goldbach und der Seelbach. Der Allbach sowie der Hüttengraben der Carlshütte im Westen der Gemarkung fließen orographisch rechtsseitig nahe der Hütte, der Lauterbach mündet im Osten der Gemarkung linksseitig in der Nähe des Hauses Lahneck in die Lahn.

### Klima
Buchenau liegt nach Köppen-Geiger im „gemäßigten Ozeanklima“ (Cfb-Klima) der mittleren Breiten. Die Tagesmitteltemperatur beträgt im Sommer 16 bis 17 und im Winter etwa −1 bis 1 °C. Die mittlere Niederschlagshöhe beträgt im Bereich Buchenau ungefähr 700 bis 800 Millimeter.
|                       | Jan | Feb | Mär | Apr | Mai | Jun | Jul | Aug | Sep | Okt | Nov | Dez |   |      |
| Mittl. Tagesmax. (°C) | 1   | 1   | 6   | 12  | 15  | 18  | 20  | 19  | 16  | 11  | 5   | 1   | ⌀ | 10,5 |
| Mittl. Tagesmin. (°C) | −2  | −3  | 0   | 5   | 8   | 12  | 14  | 13  | 10  | 6   | 2   | −2  | ⌀ | 5,3  |

| −2 |

| −3 |

| 0 |

| 5 |

| 8 |

| 12 |

| 14 |

| 13 |

| 10 |

| 6 |

| 2 |

| −2 |

| −2 |

| −3 |

| 0 |

| 5 |

| 8 |

| 12 |

| 14 |

| 13 |

| 10 |

| 6 |

| 2 |

| −2 |

## Geschichte

### Frühgeschichte
Erste Anzeichen menschlichen Wirkens in der Buchenauer Gemarkung reichen bis in die Jungsteinzeit zurück. Es wurden bereits viele Gefäßreste, Feuersteinspäne, Pfeilspitzen sowie Steinbeile und weitere steinzeitliche Gegenstände gefunden, die zumindest auf Siedlungen aus dieser Zeit in der Umgebung hinweisen. Aus der späten Hallstattzeit bis in die Latènezeit ist der Ringwall am Rimberg, etwa vier Kilometer südlich von Buchenau, datiert. In der benachbarten Elmshäuser Gemarkung wurden römische Münzen des Kaisers Valerian (253–260) gefunden.

### Mittelalter und Neuzeit
Die erste urkundliche Erwähnung Buchenaus erfolgte 1238 in einer Urkunde des Klosters Caldern. Vorher gelangte die Zent Dautphe mit dem Tod des Grafen Giso IV. an die Ludowinger und somit an die Landgrafschaft Thüringen. Nachdem dort der letzte männliche Erbe gestorben war, kam es zum Thüringisch-hessischen Erbfolgekrieg, in dem Sophie von Brabant die hessischen Besitzungen für ihren Sohn Heinrich unter anderem gegen das Erzbistum Mainz, das ebenfalls Gebietsansprüche stellte, in der Landgrafschaft Hessen sichern konnte. Eine Adelsfamilie von Buchenau/de Bokenowe wurde zwischen 1210 und 1575 mehrfach erwähnt.
Im Jahr 1567 fiel Buchenau an die Landgrafschaft Hessen-Marburg unter Ludwig IV., nachdem Landgraf Philipp I. (Der Großmütige) gestorben war. 1604 fiel mit Hessen-Marburg Buchenau an Moritz den Gelehrten von Hessen-Kassel, der das reformierte calvinistische Bekenntnis einführte. 20 Jahre später ging Hessen-Marburg nach Erbstreitigkeiten mit Ludwig V., dem Getreuen, von Hessen-Darmstadt und nach dem Religionskonflikt im Dreißigjährigen Krieg an diesen. Zum Ende des Krieges 1649 fielen Buchenau und das Hinterland an Hessen-Darmstadt, die Nachbarorte Warzenbach und Brungershausen, wie auch Marburg, kam zu Hessen-Kassel. 16 Jahre darauf fand in Buchenau die erste dokumentierte Grenzbegehung statt.

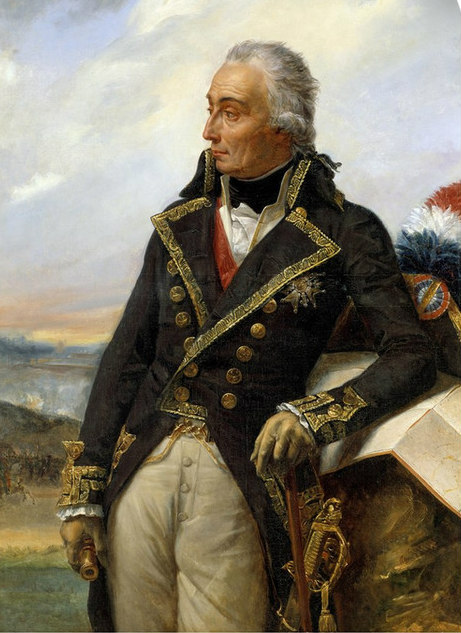
General Nikolaus von Luckner

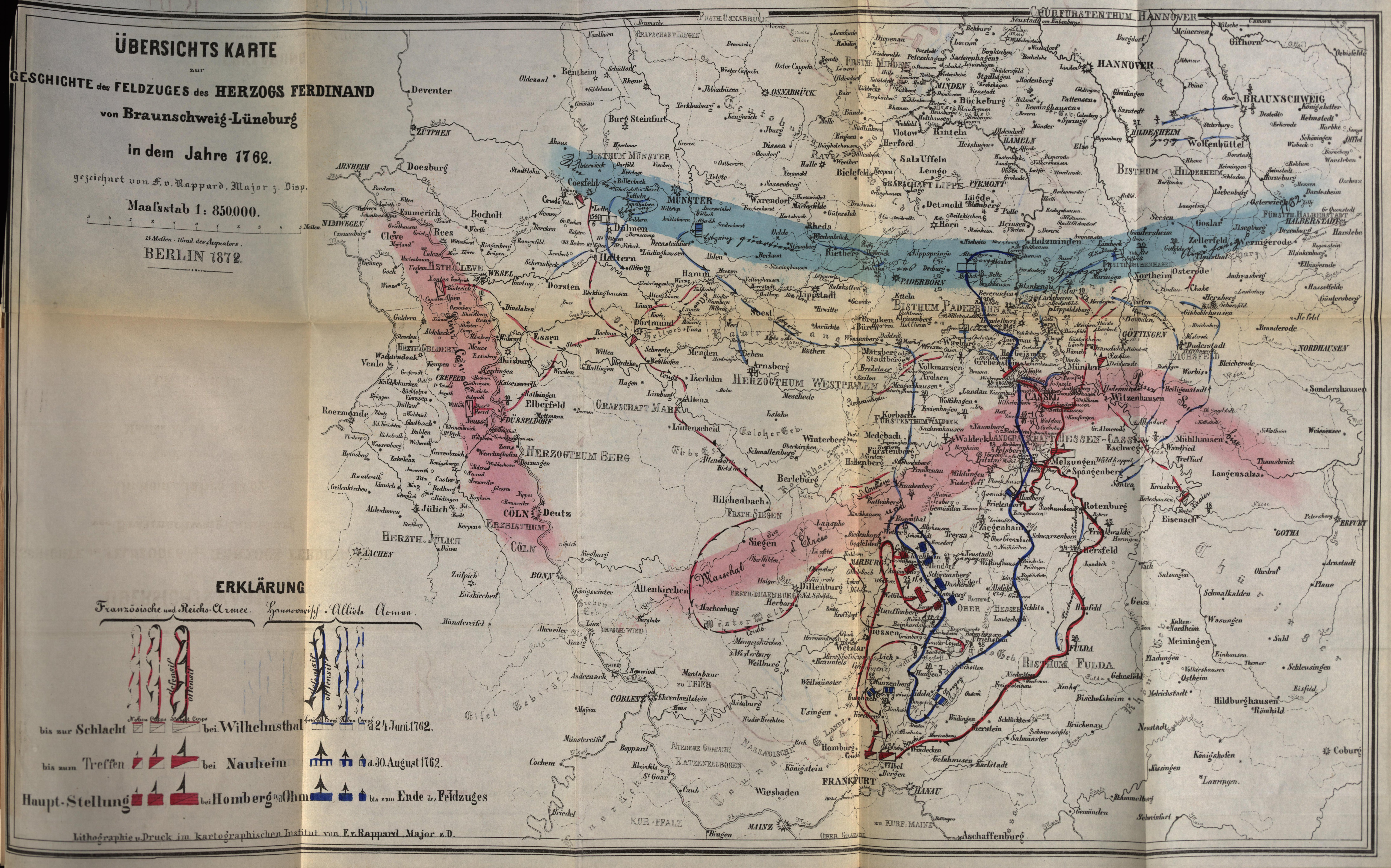
Feldzug des Herzogs von Braunschweig-Lüneburg 1762

Während des Siebenjährigen Krieges (1756–1763) zogen sowohl französische als auch preußische Truppen durch das Hinterland. Beide hinterließen zum Teil große Schäden, insbesondere das Jahr 1761 war für die Buchenauer schlimm. Ab Mitte Februar besetzten die französischen Truppen die Region und rissen alle vorhandenen Brücken über die Lahn ab. Zugleich wurden die Vorräte der Bewohner konfisziert. Zusätzlich zerstörte ein Hagelunwetter im August einen Großteil der Ernte, so dass die Besatzungstruppen selbst das Stroh der Dächer abdeckten, um es den Pferden zu verfüttern. 1763 standen sich die gegnerischen Truppen bei Buchenau gegenüber. Der preußische General Luckner besetzte mit seinen Husaren und Braunschweiger Jägern den Wald zwischen Buchenau und Brungershausen. Er selbst hatte sein Quartier im benachbarten Warzenbach. Die Stellungen der Franzosen mit dem Freicorps Dauphiné sowie den Grenadieren de France und du Roi erstreckten sich von der Burg bis zum Roßberg in Elmshausen. Nach einem Angriff der Franzosen am 7. November auf Luckners Posten in Buchenau startete dieser einen Gegenangriff, der erfolgreich endete, was letztlich zur Beendigung der Auseinandersetzungen an dieser Stelle führte. Heute steht bei der im benachbarten Brungershausen nach Graf Luckner benannten Quelle eine Gedenktafel, die an ihn erinnert.
Die Statistisch-topographisch-historische Beschreibung des Großherzogthums Hessen berichtet 1830 über Buchenau:

„Buchenau (L. Bez. Battenberg) evangel. Pfarrdorf; liegt in einem Thale auf beiden Seiten eines Baches nahe an der Lahn, so wie an der von Biedenkopf nach Marburg führenden Chaussee, und 4 1⁄2 St. von Battenberg. Der Ort hat 72 Häuser und 456 evangel. Einw., 1 Kirche, 2 Mahlmühlen mit 2 Oelmühlen und ein Grenznebenzollamt I. Classe. In der Gemarkung findet sich ein Kalksteinbruch, dessen Steine größtentheils auf der Ludwigshütte, zum Flusse der Eisensteine verwendet werden. Auch hat die Gemarkung Eisensteine, die früher benutzt worden sind, so wie auch ehemals Quecksilber geschürft wurde. In der Kirche liegt Philipp von Dorring, der 1563 zu Elmshausen gestorben ist, begraben. Außer diesem Grabmahl sind noch vier andere Grabmähler vorhanden, die dem Alexander von Döring, der Hofmeister bei den Landgrafen Ludwig IV. zu Marburg gewesen, und seiner Gemahlin und Kindern gesetzt worden sind. – Buchenau gehörte im 12. Jahrhundert Ludwig I., Landgrafen von Thüringen und Herrn von Hessen, und späterhin dessen Nachfolgern. Nach dem Tode Heinrichs Raspe IV., 1247, kam der Ort unter die Hoheit Heinrichs I. Dieser erste Landgraf von Hessen brachte die in seinem Lande gegen ihn empörte Ritterschaft zum Gehorsam, und zerstörte bei dieser Geleaenheit die in der Gemarkung gelegenen beiden vesten Schlösser der Ritter von Hohenfels, welches um 1293 geschehen ist. Im Jahr 1347 wüthete zu Buchenau die Pest. Die Pfarrei und die Kirche beschenkte, 1370, der Ritter Kraft von Buchenau mit einem Theil seines Hofs zu Hartenrod. Diese Ritter, sollen der Sage nach, vor dem Orte auf der sogenannten Burg gewohnt haben. Aus Döringischen Urkunden weiß man, daß diese Ritter gewisse Gefälle und Zinsen zu Buchenau an die Herrn von Döring (denen bis 1791 das ostwärts liegende Dorf Elmshausen gehörte) vertauscht haben. Buchenau kam 1458 an den Landgrafen Hermann, zuletzt Erzbischof von Cölln und Sohn des Landgrafen Ludwig I., und 1562 erhielt es Landgraf Ludwig IV. von Marburg, und vererbte nach dessen Tod an seinen Sohn, den Landgrafen Moriz von Cassel, bis im Jahr 1623 der Ort an Hessen Darmstadt kam. Im 30jährigen Krieg mußten die Einwohner flüchten, und vergrößert wurde Buchenau durch den nahe gelegenen Ort Appenhausen, dessen Einwohner ihre wenige verschonten Häuser hierher stellten. Im siebenjährigen Krieg hat Buchenau durch Einquartierungen, Durchmärsche, Plünderungen außerordentlich gelitten, und der Schaden, der durch die beiderseitigen Armeen zugefügt wurde, betrug nach der gerichtlichen Schatzung 73,663 fl. Das Chor der Kirche, soll nach einer vorhandenen Inschrift, 1090 der heil. Pamphilina geweiht worden seyn. Das Recht die Prediger in Buchenau zu präsentiren, haben die von Weitershausen mit denen von Döring gemeinschaftlich besessen, und es hernach letztern allein überlassen. Hier soll ein Nonnenkloster gestanden haben, und solches bei der Reformation aufgehoben worden seyn.“

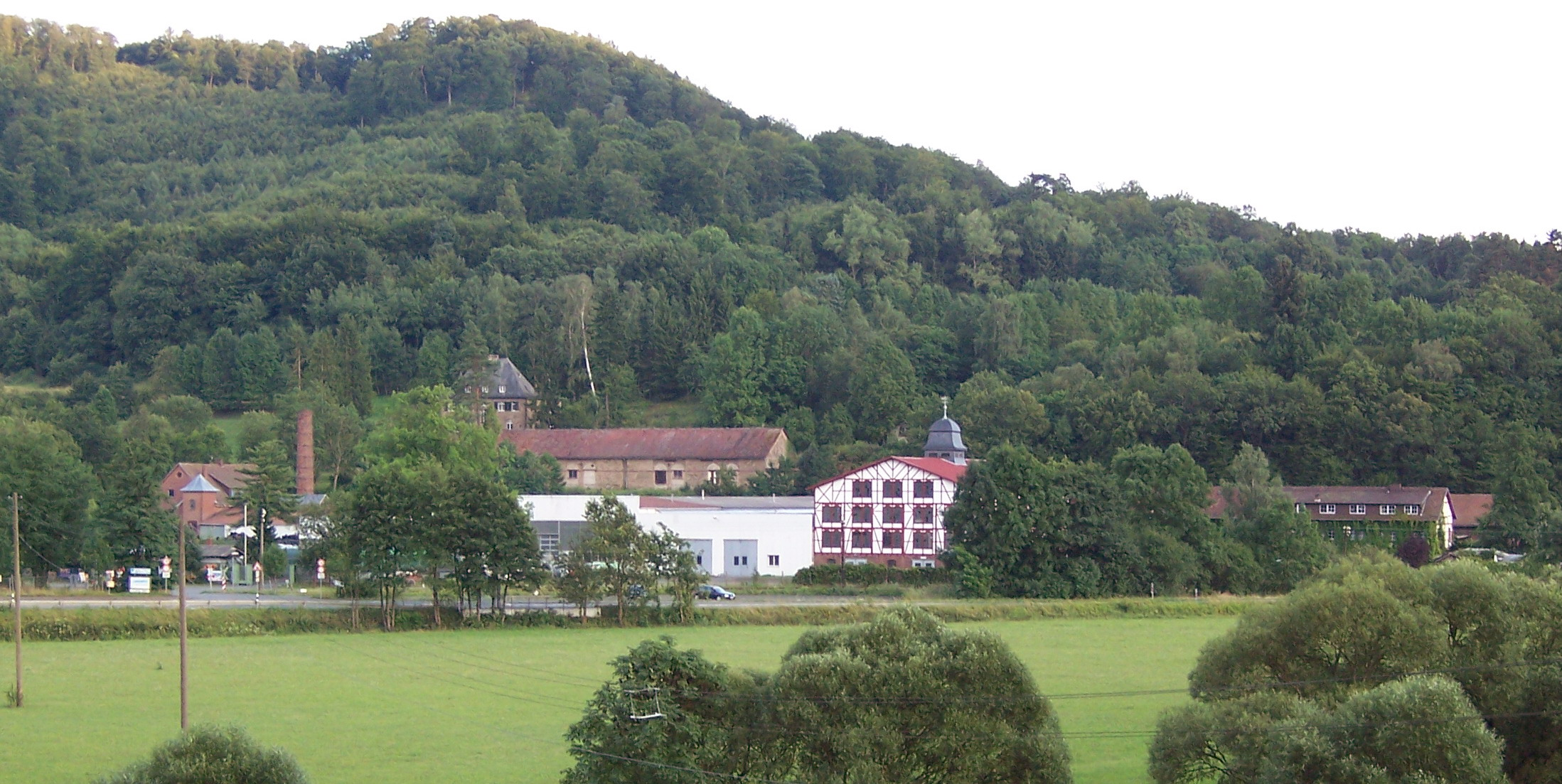
Carlshütte, im Hintergrund die „Villa“

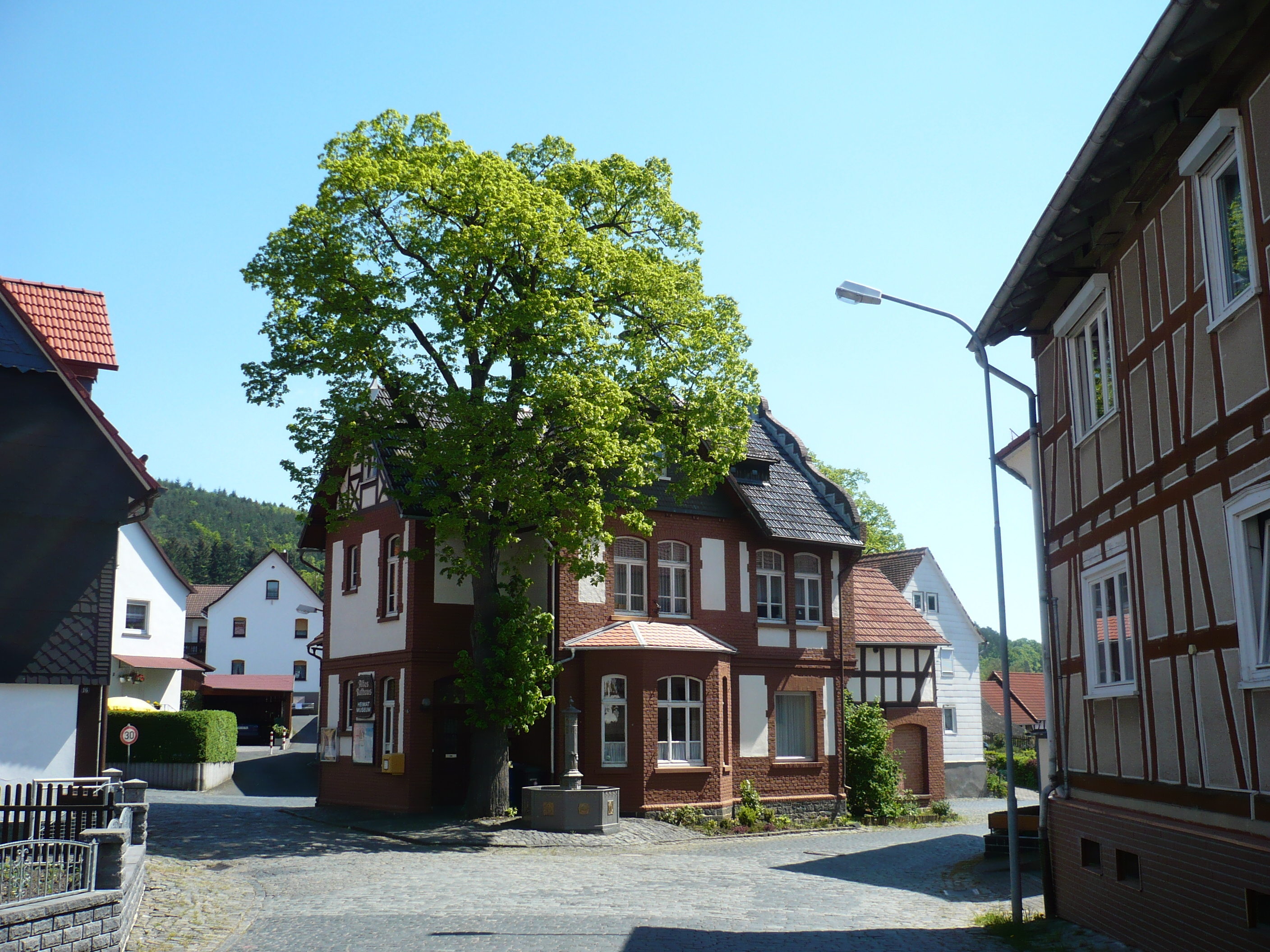
Rathaus

Friedrich Carl Klein gründete 1844 die Carlshütte und läutete damit in Buchenau die Industrialisierung ein. Bereits vorher verdienten sich die Bewohner, die überwiegend in der Landwirtschaft tätig waren, durch die Abfuhr von Erzen und Gesteinen ein Zubrot (Zum Bergbau in der Region: siehe Hauptartikel Lahn-Dill-Gebiet). Mit der Errichtung der Carlshütte fanden viele Menschen dort Arbeit. Infolgedessen war das Wohl der Gemeinde mit dem des Betriebes verbunden. Im Jahr 1883 wurde die Eisenbahnstrecke von Cölbe nach Biedenkopf in Betrieb genommen, was zusammen mit dem Bau weiterer Verkehrswege (ab 1848) ebenfalls vielen Menschen Arbeit verschaffte. Auch die weitere Infrastruktur fiel in den Übergang vom 19. zum 20. Jahrhundert. Das zentrale Wasserleitungsnetz wurde 1908 in Betrieb genommen, nachdem bereits 1890 die neue Schule und 1905 das Rathaus erbaut worden war. Elektrisches Licht gab es erstmals am 24. Dezember 1920.

### Erster Weltkrieg bis zum Ende des Zweiten Weltkrieges
Zu Beginn des Ersten Weltkrieges (1914–1918) herrschte in Buchenau keine große Kriegsbegeisterung, was sich mit den ersten Siegen in Ost und West änderte. Im November 1914 wurden im Ort Flüchtlinge aus russisch besetzten Grenzgebieten etwa einen Monat einquartiert. In den weiteren Kriegsjahren wurden immer wieder Kinder aus Städten in Buchenau untergebracht, da dort die Versorgungslage nicht ganz so katastrophal schien. Gegen Ende des Ersten Weltkrieges wurde die Versorgungslage immer schwieriger. Aufgrund des Arbeitskräftemangels wurden sogenannte Schülerkolonnen eingesetzt, die den Bauern bei der Ernte helfen mussten. Trotz Rationierung der Lebensmittel und Mangelwirtschaft blieb die Lage ruhig. Insgesamt fielen im Ersten Weltkrieg 23 Buchenauer, sechs blieben vermisst.
In der darauf folgenden Zeit litten die Bewohner unter der anhaltenden Inflation, die ihren Höhepunkt 1923 hatte. Durch die Einführung der Rentenmark wurden sämtliche Ersparnisse praktisch wertlos, lediglich Grundbesitz und Immobilien behielten ihren Wert. Die gemeindeeigene Spar- und Darlehenskasse besaß nur noch 21 Mark. Die Verhältnisse führten zu einer nie da gewesenen Arbeitslosigkeit, bedingt durch den Stillstand der Carlshütte mit über 120 Beschäftigten. In der Folge erholte sich die Lage, so dass die Carlshütte 1929 wieder etwa 440 Personen beschäftigte. Der ungewöhnlich strenge Winter 1928/1929 bescherte der Gemeinde Temperaturen bis −33 °C. Die Lahn und die ihr zufließenden Bäche waren beinahe vollständig vereist und fast alle Wasserleitungen zugefroren. Erst Ende April 1929 tauten die letzten Wasserleitungen wieder auf.

Die Weltwirtschaftskrise traf die Carlshütte und damit das zu dieser Zeit etwa 1000 Einwohner zählende Buchenau hart. Zeitweise stand der Betrieb ganz still und die Menschen im Ort konnten kaum noch ihre Familien ernähren. Hinzu kamen Differenzen eines Teils der Einwohnerschaft mit dem amtierenden linken Bürgermeister Göcking, so dass die NSDAP bis 1932 409 der 604 abgegebenen Stimmen bei der Reichstagswahl für sich verbuchen konnte. Die Heimatforscherin Anneliese Westmeier schrieb in diesem Zusammenhang:

„(…) Was berichtet wird, ist ein Lehrstück für den unbedachten Umgang mit demokratischer Freiheit: Weltwirtschaftskrise, hohe Arbeitslosigkeit, Reparationszahlungen führen zu wirtschaftlicher Not, und eine freigewählte demokratische Regierung wird der Lage nicht mehr Herr. Eine Mehrheit der Bürger, vom Parteienzwist abgestoßen, läßt sich von falschen Propheten verführen, verhilft ihnen zur Macht, ist zufrieden mit einer anfänglichen Verbesserung der materiellen Verhältnisse, sieht zu spät oder will nicht sehen, daß das Volk entmündigt wird und Macht vor Recht geht. Dann ist es zu spät, und am Ende steht ein furchtbarer Zusammenbruch mit Tod und Verderben.“

Weiteren Unmut löste im Sommer desselben Jahres die Auflösung des Kreises Biedenkopf und die Eingliederung in den Kreis Dillenburg aus. Nach der Machtergreifung 1933 fuhr Hermann Göring anlässlich der Einführung des neuen Oberpräsidenten von Hessen-Nassau, Philipp von Hessen, durch den Ort. Dies nutzten die Buchenauer Bürger, um Göring im Kreis Biedenkopf zu begrüßen, obwohl es diesen nicht mehr gab. Die Durchgangsstraße wurde von Neue Landstraße in Straße der SA umbenannt. Gegen Ende des Jahres wurde der Kreis Biedenkopf verkleinert um einige Orte wiederhergestellt. Die Arbeitslosigkeit wurde nach der Machtergreifung, indem viele Arbeiter am Bau der Reichsautobahn Frankfurt am Main – Gießen – Kassel oder von Kreisstraßen eingesetzt wurden, nahezu beseitigt. Im Jahr 1936 wurde das Eisenwerk Buchenau in der Nähe des Bahnhofs gegründet, womit die Abhängigkeit des Ortes von der Carlshütte als einzigem Industriebetrieb etwas verringert werden konnte. 1941 wurde die evangelische Schule aufgelöst und in eine Gemeinschaftsschule umgewandelt. In dieser Zeit legte die letzte Schülerin ihre Tracht ab.
Den ersten Beschuss durch feindliche Flugzeuge erlebte Buchenau am 12. Dezember 1941, als ein Jagdbomber den Bahnhof beschoss. Ein Lokführer starb an seinen Verletzungen. In der darauf folgenden Zeit kam es immer wieder zu feindlichen Luftangriffen. Am 28. Februar 1945 wurde die Carlshütte bombardiert und je drei Personen wurden getötet und verwundet. Einen Monat später wurde der Volkssturm losgeschickt, um feindliche Panzer abzufangen. Nachdem 18 Gewehre an die 90 Personen zählende Gruppe verteilt wurden, gingen der Ortsgruppenleiter und der Bürgermeister Muth voran, um die Gruppe zu ermutigen. Der Marsch dauerte allerdings nicht sehr lang, denn bereits auf der Straße nach Allendorf kamen ihnen fliehende Truppenteile entgegen. Gegen Nachmittag kamen der Kreisleiter der NSDAP, Wilhelm Thiele, und Landrat Burghof nach Buchenau, um den Volkssturm erneut loszuschicken und um die letzten Reserven der Tankstelle in Buchenau zu beschlagnahmen. Später stellte sich heraus, dass der politische Stab versucht hatte, mit Hilfe dieses Benzins zu flüchten.
Als am 29. März 1945 um 5:45 Uhr die amerikanischen Streitkräfte Buchenau erreichten, hingen weiße Fahnen in den Fenstern. Der Militärkonvoi war so lang, dass bis zwölf Uhr mittags Militärfahrzeuge der Amerikaner ununterbrochen den Ort passierten, was sich noch bis 17 Uhr in gemilderter Weise fortsetzte. Die meisten Bewohner des Ortes sahen bei den amerikanischen Truppen erstmals einen Schwarzen, was teilweise Furcht auslöste, da sie einen „Schwarzen Mann“ nur in Zusammenhang mit dem Grenzgang kannten. Elf Monate lang bezogen die Soldaten im Ort Quartier.

### Seitherige Entwicklung

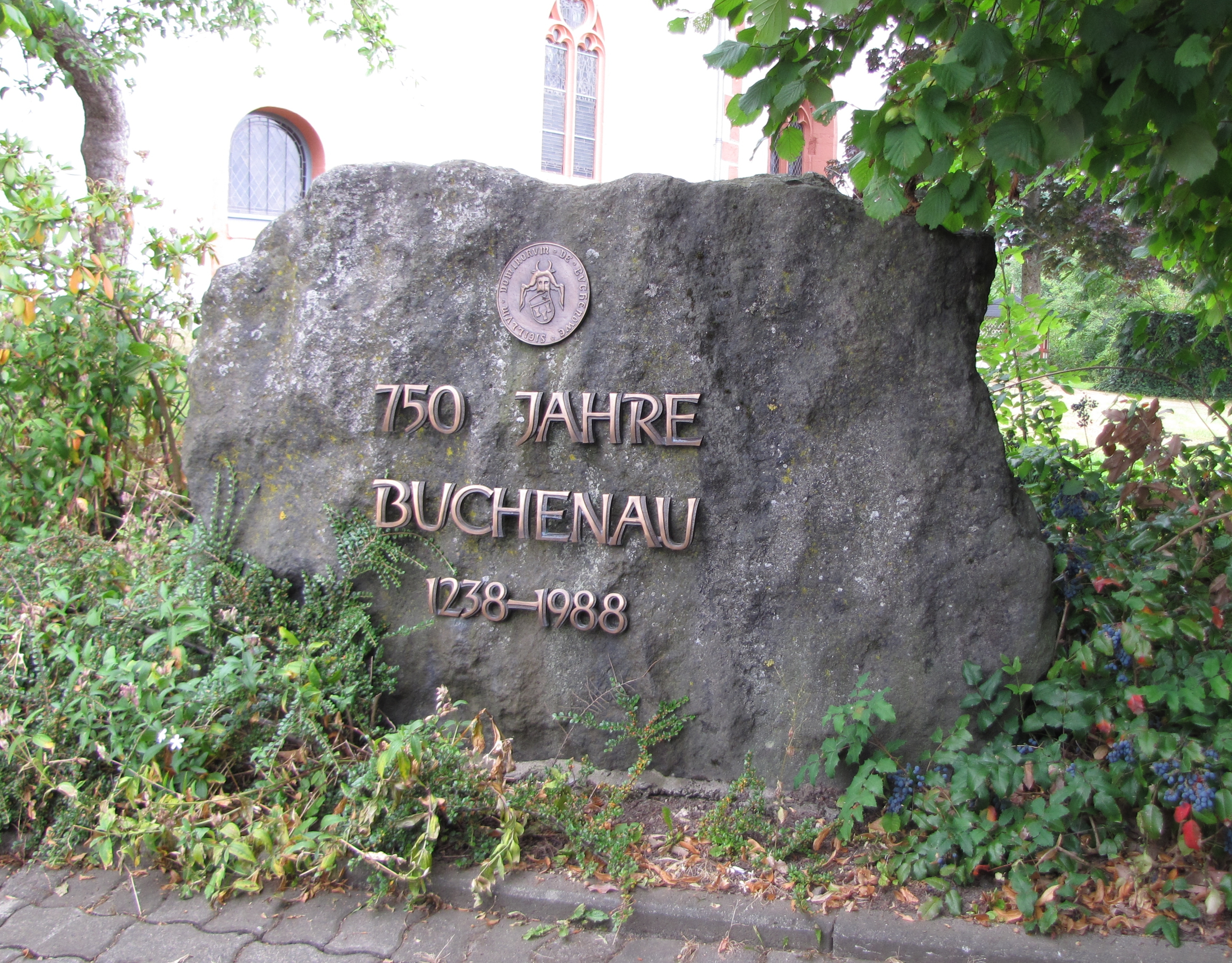
Gedenkstein zur 750-Jahr-Feier am Kirchplatz

Direkt nach dem Krieg wurden viele Flüchtlinge in Buchenau aufgenommen, was zu einem großen Wohnungsnotstand führte. Infolgedessen wurden große Baugebiete ausgewiesen und 1952 eine neue Schule in der Johannesstraße errichtet. Zu den weiteren kostenintensiven Maßnahmen in den Nachkriegsjahren gehörte die Hochwasserregulierung durch Pflastern eines neu geschaffenen Lahnbettes sowie den Bau von Wehren und einer Hochwasserschutzmauer am nördlichen Ufer nach einem verheerenden Hochwasser im Winter 1946. Hinzu kamen in den 1950ern die Kanalisierung des Ortes, der Bau der ersten Kläranlage im Kreis Biedenkopf und die Befestigung der bis dahin fast ausnahmslos unbefestigten Straßen. Infolge der Wirtschaftswunderjahre stieg die Einwohnerzahl durch verbesserte Lebensbedingungen und Zuzug weiterhin, weshalb in diesem Zeitraum die heute als städtebaulicher Mangel bezeichneten Hochhäuser im Uhlenhorst erbaut wurden.
Katzenbach wurde am 31. Dezember 1971 eingegliedert. Am 1. Juli 1974 wurde Buchenau im Rahmen der Gebietsreform in Hessen mit 11 weiteren Gemeinden zur neuen Gemeinde Dautphetal zusammengeschlossen. Der Ortsteil Katzenbach wurde der Stadt Biedenkopf zugeteilt.
Im Jahr 1984 richtete ein Jahrhunderthochwasser große Schäden an. Unter anderem musste der Betrieb auf der Oberen Lahntalbahn kurzzeitig eingestellt werden, da das Gleisbett weggespült worden war.
Im Jahr 2015 feierte der Ort sein 777-jähriges Bestehen.

### Territorialgeschichte und Verwaltung im Überblick
Die folgende Liste zeigt im Überblick die Territorien, in denen Buchenau lag, bzw. die Verwaltungseinheiten, denen es unterstand:
- vor 1567: Heiliges Römisches Reich, Landgrafschaft Hessen, Amt Biedenkopf, Gericht Dautphe
- ab 1567: Heiliges Römisches Reich, Landgrafschaft Hessen-Marburg, Amt Biedenkopf
- 1604–1648: strittig zwischen Hessen-Kassel und Hessen-Darmstadt (Hessenkrieg)
- ab 1604: Heiliges Römisches Reich, Landgrafschaft Hessen-Kassel, Amt Biedenkopf
- ab 1637: Heiliges Römisches Reich, Landgrafschaft Hessen-Darmstadt, Oberfürstentum Hessen, Amt Biedenkopf[20][21]
- ab 1806: Rheinbund, Großherzogtum Hessen, Oberfürstentum Hessen, Amt Biedenkopf
- ab 1815: Deutscher Bund, Großherzogtum Hessen, Provinz Oberhessen, Amt Biedenkopf[22]
- ab 1821: Deutscher Bund, Großherzogtum Hessen, Provinz Oberhessen, Landratsbezirk Battenberg (Trennung von Justiz (Landgericht Biedenkopf) und Verwaltung)
- ab 1832: Deutscher Bund, Großherzogtum Hessen, Provinz Oberhessen, Kreis Biedenkopf
- ab 1848: Deutscher Bund, Großherzogtum Hessen, Regierungsbezirk Biedenkopf
- ab 1852: Deutscher Bund, Großherzogtum Hessen, Provinz Oberhessen, Kreis Biedenkopf
- ab 1867: Norddeutscher Bund, Königreich Preußen, Provinz Hessen-Nassau,  Regierungsbezirk Wiesbaden, Kreis Biedenkopf (übergangsweise Hinterlandkreis)[21]
- ab 1871: Deutsches Reich, Königreich Preußen, Provinz Hessen-Nassau, Regierungsbezirk Wiesbaden, Kreis Biedenkopf
- ab 1918: Deutsches Reich, Freistaat Preußen, Provinz Hessen-Nassau, Regierungsbezirk Wiesbaden, Kreis Biedenkopf
- ab 1932: Deutsches Reich, Freistaat Preußen, Provinz Hessen-Nassau, Regierungsbezirk Wiesbaden, Landkreis Dillenburg
- ab 1933: Deutsches Reich, Freistaat Preußen, Provinz Hessen-Nassau, Regierungsbezirk Wiesbaden, Landkreis Biedenkopf
- ab 1944: Deutsches Reich, Freistaat Preußen, Provinz Nassau, Landkreis Biedenkopf
- ab 1945: Amerikanische Besatzungszone, Groß-Hessen, Regierungsbezirk Wiesbaden, Landkreis Biedenkopf
- ab 1949: Bundesrepublik Deutschland, Land Hessen (seit 1946), Regierungsbezirk Wiesbaden, Landkreis Biedenkopf
- ab 1968: Bundesrepublik Deutschland, Land Hessen, Regierungsbezirk Darmstadt, Landkreis Biedenkopf
- ab 1974: Bundesrepublik Deutschland, Land Hessen, Regierungsbezirk Kassel, Landkreis Marburg-Biedenkopf
- Am 1. Juli 1974 wurde Katzenbach als ehemaliger Ortsteil von Buchenau als Stadtteil der Stadtgemeinde Biedenkopf eingegliedert. Gleichzeitig wurde Buchenau als Ortsteil der neu gebildeten Gemeinde Dautphetal angeschlossen.
- ab 1981: Bundesrepublik Deutschland, Land Hessen, Regierungsbezirk Gießen, Landkreis Marburg-Biedenkopf

### Einwohnerentwicklung

#### Einwohnerstruktur
Nach den Erhebungen des Zensus 2011 lebten am Stichtag dem 9. Mai 2011 in Buchenau 1854 Einwohner. Darunter waren 93 (5,0 %) Ausländer.
Nach dem Lebensalter waren 312 Einwohner unter 18 Jahren, 756 zwischen 18 und 49, 302 zwischen 50 und 64 und 284 Einwohner waren älter.
Die Einwohner lebten in 753 Haushalten. Davon waren 195 Singlehaushalte, 237 Paare ohne Kinder und 255 Paare mit Kindern, sowie 54 Alleinerziehende und 12 Wohngemeinschaften. In 162 Haushalten lebten ausschließlich Senioren/-innen und in 477 Haushaltungen lebten keine Senioren/-innen.

#### Einwohnerzahlen

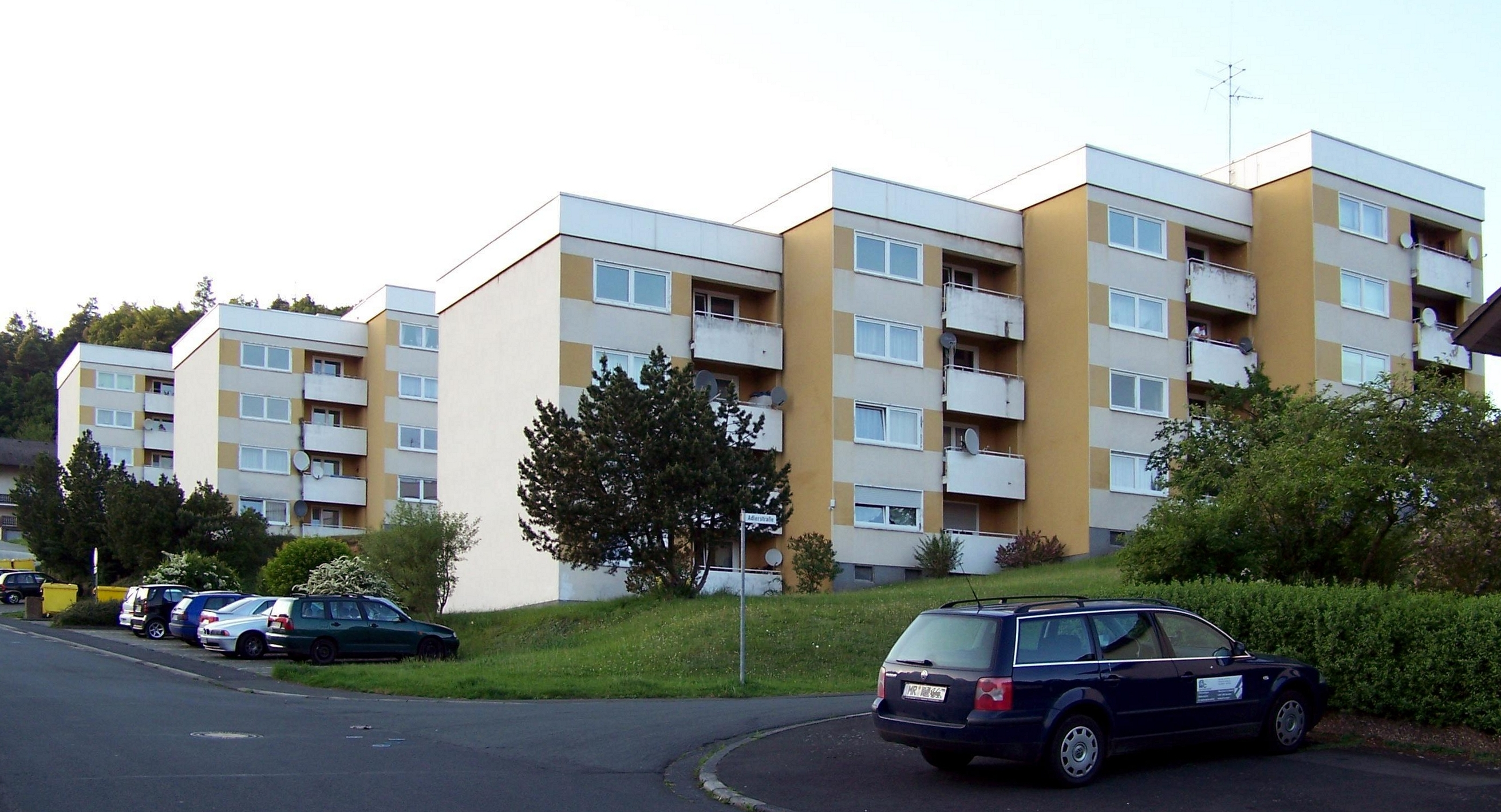
Hochhäuser am nördlichen Ortsrand

Erste Daten über die Bevölkerung von Buchenau sind für 1799 festgehalten. Für 1577 wurde die Zahl der Haushaltungen mit 58 angegeben, was allenfalls eine ungefähre Schätzung der Bevölkerungszahl ermöglicht. Sie stieg bis 1742 auf 78, 1846 auf 99 und 1910 auf 179 Haushaltungen. 1950 stieg sie weiter auf 392 und erreichte 1970 etwa 500.
Die Bevölkerungszahl wurde für 1799 einschließlich des Hofes Elmshausen mit 356 angegeben. In den darauf folgenden 100 Jahren verdoppelte sie sich fast mit 738 im Jahr 1900. In Carlshütte lebten zu dieser Zeit etwa 30 Personen. 1910 erreichte die Bevölkerung die Zahl von 929 Personen. Bedingt durch den Ersten Weltkrieg stieg die Bevölkerungszahl in den darauf folgenden Jahren nur langsam und erreichte 1939 den Stand von 1039. Nach dem Ende des Zweiten Weltkrieges stieg sie wegen der Aufnahme vieler Evakuierter und Flüchtlinge um 50 % auf 1516. Infolge der Wirtschaftswunderjahre stieg die Zahl noch einmal. Ab den 1970er Jahren bewegte sie sich auf die 2000er-Marke zu. Seit etwa 20 Jahren pendelt die Einwohnerzahl zwischen 1900 und 2000 (nur Hauptwohnsitz) mit leicht sinkender Tendenz.
Einwohnerangaben vor 1807:
| Quelle: Historisches Ortslexikon |                                                                                        |
| • 1577:                          | 56 Hausgesesse                                                                         |
| • 1630:                          | 60 Hausgesesse (18 zweispänniges, 7 einspännige Ackerleute, 35 Einläuftige), 6 Witwen. |
| • 1677:                          | 3 Freie, 51 Hausgründe, 6 Witwen, 32 ledige Personen                                   |
| • 1742:                          | 78 Haushalte                                                                           |
| • 1791:                          | 344 Einwohner                                                                          |
| • 1806:                          | 375 Einwohner, 50 Häuser                                                               |

| Buchenau: Einwohnerzahlen von 1791 bis 2017                                    | Buchenau: Einwohnerzahlen von 1791 bis 2017 | Buchenau: Einwohnerzahlen von 1791 bis 2017 | Buchenau: Einwohnerzahlen von 1791 bis 2017 | Buchenau: Einwohnerzahlen von 1791 bis 2017 |
| ------------------------------------------------------------------------------ | ------------------------------------------- | ------------------------------------------- | ------------------------------------------- | ------------------------------------------- |
| Jahr                                                                           |                                             |                                             |                                             | Einwohner                                   |
| 1791                                                                           | 1791                                        |                                             | 344                                         | 344                                         |
| 1799                                                                           | 1799                                        |                                             | 356                                         | 356                                         |
| 1806                                                                           | 1806                                        |                                             | 375                                         | 375                                         |
| 1828                                                                           | 1828                                        |                                             | 456                                         | 456                                         |
| 1834                                                                           | 1834                                        |                                             | 493                                         | 493                                         |
| 1840                                                                           | 1840                                        |                                             | 510                                         | 510                                         |
| 1846                                                                           | 1846                                        |                                             | 598                                         | 598                                         |
| 1852                                                                           | 1852                                        |                                             | 613                                         | 613                                         |
| 1858                                                                           | 1858                                        |                                             | 585                                         | 585                                         |
| 1864                                                                           | 1864                                        |                                             | 606                                         | 606                                         |
| 1871                                                                           | 1871                                        |                                             | 633                                         | 633                                         |
| 1875                                                                           | 1875                                        |                                             | 638                                         | 638                                         |
| 1885                                                                           | 1885                                        |                                             | 706                                         | 706                                         |
| 1895                                                                           | 1895                                        |                                             | 714                                         | 714                                         |
| 1900                                                                           | 1900                                        |                                             | 738                                         | 738                                         |
| 1905                                                                           | 1905                                        |                                             | 835                                         | 835                                         |
| 1910                                                                           | 1910                                        |                                             | 929                                         | 929                                         |
| 1925                                                                           | 1925                                        |                                             | 981                                         | 981                                         |
| 1939                                                                           | 1939                                        |                                             | 1.039                                       | 1.039                                       |
| 1946                                                                           | 1946                                        |                                             | 1.453                                       | 1.453                                       |
| 1950                                                                           | 1950                                        |                                             | 1.516                                       | 1.516                                       |
| 1956                                                                           | 1956                                        |                                             | 1.504                                       | 1.504                                       |
| 1961                                                                           | 1961                                        |                                             | 1.550                                       | 1.550                                       |
| 1967                                                                           | 1967                                        |                                             | 1.771                                       | 1.771                                       |
| 1970                                                                           | 1970                                        |                                             | 1.893                                       | 1.893                                       |
| 1998                                                                           | 1998                                        |                                             | 1.954                                       | 1.954                                       |
| 2000                                                                           | 2000                                        |                                             | 1.971                                       | 1.971                                       |
| 2005                                                                           | 2005                                        |                                             | 1.953                                       | 1.953                                       |
| 2010                                                                           | 2010                                        |                                             | 1.887                                       | 1.887                                       |
| 2015                                                                           | 2015                                        |                                             | 1.798                                       | 1.798                                       |
| 2017                                                                           | 2017                                        |                                             | 1.853                                       | 1.853                                       |
| Quelle(n): Historisches Gemeindeverzeichnis für Hessen und Gemeinde Dautphetal |                                             |                                             |                                             |                                             |

#### Erwerbstätigkeit
| • 1867: | Erwerbspersonen: 277 Landwirtschaft, 1 Forstwirtschaft, 44 Bergbau und Hüttenwesen, 25 Gewerbe und Industrie, 5 Handel, 4 Verkehr, 1 Gesundheitspflege, 1 Erziehung und Unterricht, 1 Kirche und Gottesdienst, 4 Gemeindeverwaltung. |
| • 1961: | Erwerbspersonen: 223 Land- und Forstwirtschaft, 385 produzierendes Gewerbe, 65 Handel und Verkehr, 68 Dienstleistungen und Sonstiges.                                                                                                |

### Wüstung Appenhausen
Auf Buchenauer Gemarkung liegt die Wüstung Appenhausen. Der Ort wurde erstmals 1370 erwähnt. Er lag zwei Kilometer westlich von Buchenau. Wann genau der Ort zur Wüstung wurde, ist nicht bekannt; bereits gegen Ende des 15. Jahrhunderts wurde er in einschlägigen Dokumenten nicht mehr genannt. Den Besitztümern nach zu schließen, siedelten sich die Bewohner Appenhausens in der Grabenstraße und der Hollergasse in Buchenau an. Ein Brunnen und ein Gedenkstein in der Grabenstraße erinnern an die Wüstung.

## Religion

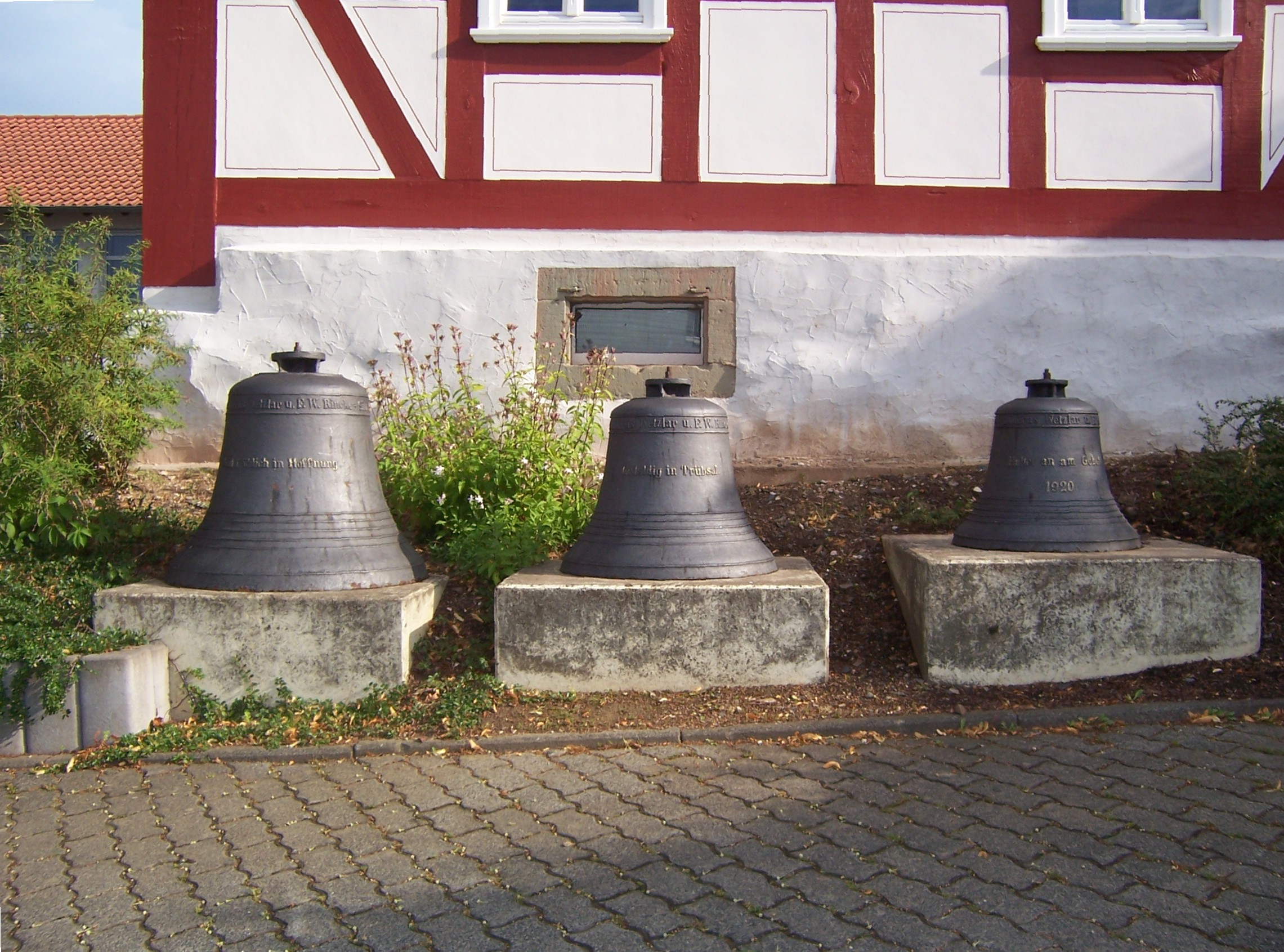
Glockendenkmal vor dem alten Pfarrhaus

Zur evangelisch-lutherischen Kirchengemeinde Buchenau gehören die Orte Buchenau und Elmshausen. Während des Gottesdienstes in der Kirche findet im benachbarten Gemeindehaus zeitgleich der Kindergottesdienst statt. Neben den üblichen kirchlichen Feiern werden mehrmals im Jahr Feste wie das Gemeindefest oder das Missionsfest gefeiert. Angegliedert an die Kirchengemeinde ist der evangelische Kindergarten, der in begrenzter Anzahl Kinder ab zwei Jahren aufnimmt sowie eine Kinderkrippe, die zusammen mit der Gemeinde Dautphetal betrieben wird.
Das religiöse Leben in Buchenau war seit der Reformation hauptsächlich durch die evangelische Kirche geprägt. In früheren Zeiten war die Buchenauer Kirche wahrscheinlich eine Filialkirche im Kirchspiel Dautphe. Dautphe wurde bereits im Jahr 791 als Mark, später auch als Zent erwähnt. Das erste erwähnte Kirchenpatronat besaß als nassauisches Lehen das Geschlecht derer von Linne. Ab 1395 hatte das Geschlecht von Dernbach dieses Amt inne, ab 1477 waren es die Geschlechter von Breidenbach, von Döring und von Weitershausen. Ab 1492 hatte nur noch das Geschlecht derer von Döring das Patronat, das nach deren Aussterben gemeinsam mit dem Gut in Elmshausen über das Geschlecht von Breidenbach an die Familie Ohm-Winter ging und seither in deren Besitz ist.
Der erste bekannte Pfarrer war der 1295 in einer Urkunde erwähnte Eckhard von Hohenfels; der letzte katholische Pfarrer war Philipp Strack, der 1524 das lutherische Bekenntnis annahm. Nach dem Aussterben der Linie Hessen-Marburg mussten die Pfarrer in Oberhessen aufgrund von Bestimmungen des Landgrafen Moritz der Gelehrte das reformierte Bekenntnis annehmen. Infolge des Erbfolgestreites wurde 1624 wieder das lutherische Bekenntnis eingeführt. Buchenau ist seit dem Ende des Hessenkrieges 1648 und der Teilung Oberhessens überwiegend evangelisch-lutherisch geprägt.
Im Gegensatz zu benachbarten Orten wie Friedensdorf oder Dautphe bildete sich in Buchenau keine eigene freikirchliche Gemeinschaft. Allerdings ist die Gemeinde stark in der Missionsarbeit der Hermannsburger Mission und des christlichen Hilfs- und Missionswerkes DMG interpersonal engagiert und verfügt über verschiedene Institutionen wie etwa einen Ortsverein des Blauen Kreuzes und der Sucht- und Lebenshilfe help-center e. V., die in den Erweckungsbewegungen des 19. und 20. Jahrhunderts verwurzelt sind.
Nach dem Zweiten Weltkrieg wurden viele Evakuierte und Flüchtlinge in Buchenau ansässig, so dass sich wieder eine katholische Gemeinde bildete. Sie ist der katholischen Kirche in Biedenkopf angeschlossen, nutzt aber die Räumlichkeiten der evangelischen Kirche mit.
Juden gab es vom 18. Jahrhundert bis in die Zeit des Nationalsozialismus. Es bestand keine eigene jüdische Gemeinde, die ansässigen Juden besuchten die Synagogen in Wetter oder Gladenbach. Ein jüdischer Friedhof wurde im benachbarten Elmshausen angelegt.
Die Anhänger muslimischen Glaubens besuchen die Moscheen in Biedenkopf, Marburg oder Stadtallendorf.
Statistik
| Quelle: Historisches Ortslexikon | |
| • 1830:                          | 0456 evangelische Einwohner                                                                                 |
| • 1885:                          | 0660 evangelisch (= 93,48 %), 5 katholische (= 0,71 %), 24 andere Christen (= 3,40 %), 17 (= 2,41 %) Juden. |
| • 1961:                          | 1377 evangelische (= 88,84 %), 164 römisch-katholische (= 10,58 %) Einwohner                                |

## Politik

### Ortszugehörigkeit
Buchenau gehörte im Mittelalter verschiedenen Adelsgeschlechtern: Die Landgrafen von Hessen und die Grafen von Nassau waren ebenso begütert wie Geschlechter des ansässigen Adels. Zu diesen zählten die Herren von Hohenfels, von Döring oder von Buchenau.
Im 14. Jahrhundert wurde das Gericht Dautphe, zu dem Buchenau gehörte, dem Amt Biedenkopf zugeteilt. Buchenau gehört seither zu diesem Verwaltungsgebilde, welches noch mehrmals Form und Ausdehnung verändert wurde; so wurde der Kreis Biedenkopf im Jahr 1866 preußisch im Regierungsbezirk Wiesbaden in der Provinz Hessen-Nassau. Im Jahr 1932 wurde der Kreis Biedenkopf kurzzeitig aufgelöst und ein Jahr später wieder stark verkleinert hergestellt. Nach dem Zweiten Weltkrieg wurde der Kreis Biedenkopf 1974 mit Stadt und Landkreis Marburg zum neuen Landkreis Marburg-Biedenkopf vereinigt und gehört seit der Bildung des Regierungsbezirks Gießen 1981 zur Region Mittelhessen.

### Bürgermeister und Ortsbeirat
Bürgermeister der Gemeinde Dautphetal und damit auch für den Ortsteil Buchenau ist seit 2004 Bernd Schmidt von den Freien Wählern (FW).
Seit der Eingemeindung Buchenaus 1974 nach Dautphetal besitzt Buchenau einen Ortsbeirat mit Ortsvorsteher. Dieses Amt gekleidet seit der Kommunalwahl 2006 Andreas Feußner (CDU). Letzter Bürgermeister der selbständigen Gemeinde Buchenau war Heinrich Grebe von 1967 bis 1974.
Der Ortsbeirat setzt sich seit der Kommunalwahl 2011 aus drei CDU-Mitgliedern und zwei SPD-Mitgliedern zusammen. Er hat beratende Funktion für die Gemeindevertretung von Dautphetal bezüglich der Entscheidungen des Gremiums, die den Ortsteil Buchenau betreffen. Einige der Vertreter des Ortsbeirates sind gleichzeitig Gemeindevertreter.

### Wappen
| Wappen von Buchenau | Blasonierung: „In Blau drei goldene Garben (2:1) unter einem goldenen Schildhaupt mit einem rechten roten Stern.“ |
| Wappen von Buchenau | Dieses schon lange im Bürgermeisteramt befindliche Wappen ist der Gemeinde auf ihren Wunsch am 20. Dezember 1952 als Gemeindewappen vom hessischen Innenminister amtlich verliehen worden. Es handelt sich um das Wappen der Herren von Buchenau, das im 12. bis 15. Jahrhundert südlich des Ortes jenseits der Lahn auf der sogenannten Burg Buchenau lebte. Das Adelsgeschlecht hat seinen Namen nach seinem Stamm- oder Hauptsitz im Orte Buchenau geführt. Es erlosch bereits im 16. Jahrhundert. Die Garben haben zugleich als geeignetes Sinnbild der dörflichen Gemeinde im oberen Lahntal zu gelten. Ein Bildsiegel hatte der althessische Ort bislang nicht geführt. |

## Wirtschaft und Infrastruktur

### Landwirtschaft und Bergbau
Seit dem frühen Mittelalter waren Viehzucht und Ackerbau – seit der Bauernbefreiung im 18./19. Jahrhundert im Winter aufgrund der waldreichen Gemeindegemarkung auch das Holzfällen – die Haupterwerbsquelle der Einwohner von Buchenau. Die Wiesen und Felder brachten aufgrund der schlechten Böden nur wenig Ertrag, weswegen viele Einwohner einem Nebenerwerb nachgingen: Einige betätigten sich in den umliegenden Brüchen als Arbeiter, andere fuhren den gewonnenen Kalk oder die Holzkohle zu den umliegenden Eisenhütten. Wieder andere gingen dem Beruf des Erntehelfers oder Tagelöhners nach und reisten bis in die Wetterau, nach Südhessen oder Köln zum Schneiden oder Dreschen. Auch die Köhlerei war eine damals übliche Beschäftigung. Mit der aufkommenden Industrialisierung arbeiteten immer mehr Menschen in der 1844 errichteten Carlshütte im Bergbau oder in der Eisenverhüttung. Die Carlshütte wurde für Buchenau, aber auch für die umliegenden Gemeinden immer bedeutender und beschäftigte zu ihrer Blütezeit mehr als 440 Personen. Der Bau der Lahnstraße 1846 von Biedenkopf nach Marburg (der heutigen Bundesstraße 62) und die Obere Lahntalbahn hatte einen großen Einfluss auf die Beschäftigungsstruktur. Zum einen nahmen die Bauarbeiten selbst viele Arbeiter in Anspruch, zum anderen wurde es leichter, die Hüttenwerke und eisenverarbeitenden Betriebe im benachbarten Siegerland zu erreichen.
Die Landwirtschaft verliert seit der Industrialisierung immer weiter an Bedeutung. Die Größe der einzelnen Betriebe nimmt dabei aber stetig zu. 2008 gab es in Buchenau nur noch einen Vollerwerbslandwirt mit Milchviehhaltung und einer Betriebsgröße von über 100 Hektar sowie etwa ein Dutzend Nebenerwerbs- oder Hobbylandwirte, die zwischen einem und 30 Hektar bewirtschaften. Sie betreiben größtenteils eine extensive Landwirtschaft mit Fleischrinder- oder Milchviehhaltung.

### Industrie und Handel
Die Entwicklung der Industrie in Buchenau wie im gesamten Lahn-Dill-Gebiet ist eng verbunden mit der Erzverhüttung der ansässigen Hütten. So wurden bereits im 18. Jahrhundert die in der Buchenauer Gemarkung gewonnenen Eisen- und Manganerze in vor Ort errichteten einfachen Öfen verarbeitet. Ab etwa 1780 gelangten die Erze zur Weiterverarbeitung nach Biedenkopf in die Ludwigshütte. Nach der Errichtung der Carlshütte im Südwesten Buchenaus 1844 begann der damalige Besitzer bereits 1857 mit der Weiterverarbeitung des Eisens zu verschiedenen Eisenwaren, wie Öfen, Fenstern oder Töpfen bei gleichzeitig rückläufiger Erzverhüttung. 1908 wurde der Betrieb um ein Emaillierwerk und eine Vernickelungsanlage erweitert. Nach mehreren Insolvenzen und damit einhergehenden Besitzerwechseln ist das Firmengelände seit den 1970er Jahren in Familienbesitz, welche 1976 ihren Schlossereibetrieb dorthin verlagerte. Auf dem Gelände sind heute mehrere Firmen, die verschiedene Gebäude angemietet haben, ansässig.
Wichtigste Betriebe für Buchenau sind die Pracht Group und Roth Industries. Die Firma Pracht begann als Elektrohandwerksbetrieb und stieg in den 1960ern auf die Herstellung von Leuchten um. Die Firma Roth stellte zu Beginn Waschkessel her und war somit ebenfalls hauptsächlich in der Blech- und Stahlverarbeitung aktiv, um in den 1970ern in Buchenau auf Kunststoffverarbeitung (Sanitär- und Haustechnik, Tankherstellung) umzusteigen. Die Betriebe mit teilweise über 200 Mitarbeitern sind beide im Industriegebiet in Richtung Elmshausen angesiedelt, wobei die Firma Pracht einen weiteren Standort im Ort besitzt, die Firma Roth weltweit mehr als 1.100 Mitarbeiter beschäftigt. Weitere Betriebe mit mehr als 15 Angestellten sind ein kunststoffverarbeitender Betrieb, das Garten- und Landschaftsbauunternehmen Balzer, sowie seit 2013 eine Niederlassung des Allgäuer Verpackungssystemherstellers Multivac Sepp Haggenmüller (ehemals eine Division von VC999, welche diese an Multivac verkauft hat). Das Modeunternehmen Bernhardt, welches hochwertige Herrenanzüge, Sakkos, Blazer und Hosen herstellte, schloss Anfang 2017 seine Pforten in Buchenau. Neben dem Pendeln im Nahbereich ist insbesondere die Pendlerbeziehung in das Rhein-Main-Gebiet zu erwähnen.
Neben den oben genannten Betrieben ist in Buchenau eine Vielzahl kleinere Handels- und Handwerksbetriebe angesiedelt. Seit der altersbedingten Aufgabe dreier Tante-Emma-Läden gibt es in Buchenau keine Lebensmittelgeschäfte mehr, so dass auf die Geschäfte in den umliegenden größeren Orten (Dautphe, Biedenkopf, Marburg) ausgewichen werden muss. Aufgrund dieser Tatsache bieten einige Geschäfte im Ort, wie Bäcker, Metzger oder Gemüsehändler eine Auswahl an Lebensmitteln und weiteren Artikeln des täglichen Bedarfs an, um weniger mobilen Menschen eine gewisse Grundversorgung bieten zu können.

### Infrastrukturmaßnahmen
1962 war Buchenau die erste Gemeinde im Kreis Biedenkopf, in welcher der gesamte Ortsbereich kanalisiert und an die gemeindeeigene mechanische Kläranlage angeschlossen wurde. Die Kläranlage wird von dem Abwasserverband Dautphetal betrieben und ist ausgelegt für 15.000 EW (Einwohnerwerte) mit den Reinigungsstufen biologische Reinigung, Nitrifikation, Denitrifikation und Phosphorelimination. Bis 1962 die zentrale Müllabfuhr des Kreises Biedenkopf eingerichtet wurde, verfügte die Gemeinde über einen Müllabladeplatz. Die Abfallentsorgung wird heute über den Müllzweckverband Biedenkopf organisiert.
Wie in vielen ländlichen Orten ist die Versorgung mit schnellem Internet sehr divergent. Während für die Firma Roth Glasfaserkabel mit entsprechender Bandbreite zur Verfügung steht, nimmt die Bandbreite zum nördlichen Ortsrand hin immer weiter ab bis zum völligen Fehlen. Kabelfernsehen ist ebenso wie die Versorgung mit Gas nicht vorhanden.
Im Gesundheitssektor verfügt der Ort über eine Arztpraxis und eine Zahnarztpraxis sowie über weitere gesundheitliche Einrichtungen wie Apotheke, ambulanter Pflegedienst, zahntechnisches Labor und physiotherapeutische Praxis.

#### Öffentliche Einrichtungen
Seit 1972 befindet sich in Buchenau ein Kindergarten in Trägerschaft der evangelischen Kirchengemeinde. In drei altersgemischten Gruppen werden bis zu 80 Kinder betreut. Eine Gruppe nimmt dabei bis zu fünf Kinder zwischen zwei und drei Jahren auf. Die Kinderkrippe Rothkehlchen stellt bis zu zwölf Plätze für Kinder von unter einem Jahr bis zu drei Jahren zur Verfügung.
Der erste Hinweis auf einen Schuldienst in Buchenau ist die Erwähnung des Opfermannes Peter Bracht im Salbuch des Amtes Biedenkopf, der neben dem Amt des Glöckners den Schuldienst versah. Ein eigenes Schulgebäude gab es nicht. Erst 1765 wurde eine Schulstube im Gemeindebrauhaus eingerichtet. Unterrichtet wurden zu dieser Zeit etwa 40 Kinder. Zwischen 1808 und 1833 wurden bis zu 110 Kinder unterrichtet, wobei auch die Kinder aus Elmshausen hier beschult wurden. 1837 wurde das erste Schulgebäude von Buchenau an der Neuen Landstraße 18, heute Firma Breidenstein/Bernhard, eingeweiht. Die Zahl der Schulkinder erhöhte sich bis 1883 auf 161. Da das Schulgebäude zu klein wurde, wurde ein Raum in einem Privathaus am westlichen Ende von Buchenau als Schulsaal angemietet. 1887 wurde das bestehende Schulgebäude wieder abgerissen und im selben Jahr an gleicher Stelle ein größeres Gebäude mit zwei Schulsälen und zwei Lehrerwohnungen errichtet. Da aufgrund des Wachstums des Ortes die Schule schon bald wieder zu klein wurde, musste 1889 ein Raum im Diakonissenhaus angemietet werden. 1920 betrug die Zahl der Schüler 221. 1952 wurde wiederum ein neues Schulgebäude in der Schulstraße (heute Johannesstraße) errichtet, benannt nach dem Ehrenbürgermeister Andreas Grebe. 1963 wurde die Mittelpunktschule Buchenau Vor der Hardt erbaut, der ab 1970 eine Sporthalle und ein Sportplatz angegliedert wurden. Die Schule bestand aus einer Grund- und einer Hauptschule. Nach der Abschaffung des Hauptschulzweiges wurde eine Förderstufe eingerichtet. Die Andreas-Grebe-Schule wurde zu Anfang des neuen Jahrtausends abgerissen. Heute ist die Schule in Buchenau eine reine Grundschule. Für den Haupt- und Realschulzweig ist meist die Dautphetalschule in Friedensdorf zuständig, für den Gymnasialzweig die Lahntalschule in Biedenkopf oder das städtische Gymnasium Bad Laasphe.
Mit dem Bau des Bürgerhauses 1973 wurde in Buchenau in der Rothenbergstraße ein Gebäudekomplex errichtet, zu dem neben den Gebäuden der Feuerwehr, einer Gaststätte mit angegliederter Kegelbahn ein Hallenbad gehört. Das 10 m breite und 20 m lange Schwimmbad mit dem 5 × 5 m großen Babybecken wird seit 2006 von einem Förderverein der Buchenauer Bürger getragen. In dem Hallenbad findet der Schulschwimmunterricht der umliegenden Schulen statt.
Die Freiwillige Feuerwehr Buchenau wurde 1924 gegründet. Am Ende des Zweiten Weltkrieges wurde der Verein aufgelöst und am 30. Juli 1957 wieder gegründet. Seit dem Zusammenschluss der zwölf Ortsgemeinden 1974 zur Gemeinde Dautphetal zog die Feuerwehr von der Alten Landstraße in die Rothenbergstraße in den 1973 errichteten Gebäudekomplex des Bürgerhauses und des Schwimmbades ein. Die Feuerwehr wurde neben dem allgemeinen Feuerwehrdienst speziell für den Bereich Gefahrgut ausgerüstet. 2008 umfasste die Feuerwehr 36 aktive Mitglieder in der Einsatzabteilung sowie 12 Mitglieder in der Jugendfeuerwehr. Neben einem Löschgruppenfahrzeug stand ein Gerätewagen-Nachschub im Dienst. Dieses Fahrzeug wurde Mitte 2009 von einem Wechselladerfahrzeug ersetzt. Außerdem verfügt die Feuerwehr über ein Mannschaftstransportfahrzeug, das aus Vereinsmitteln beschafft wurde.

#### Verkehr

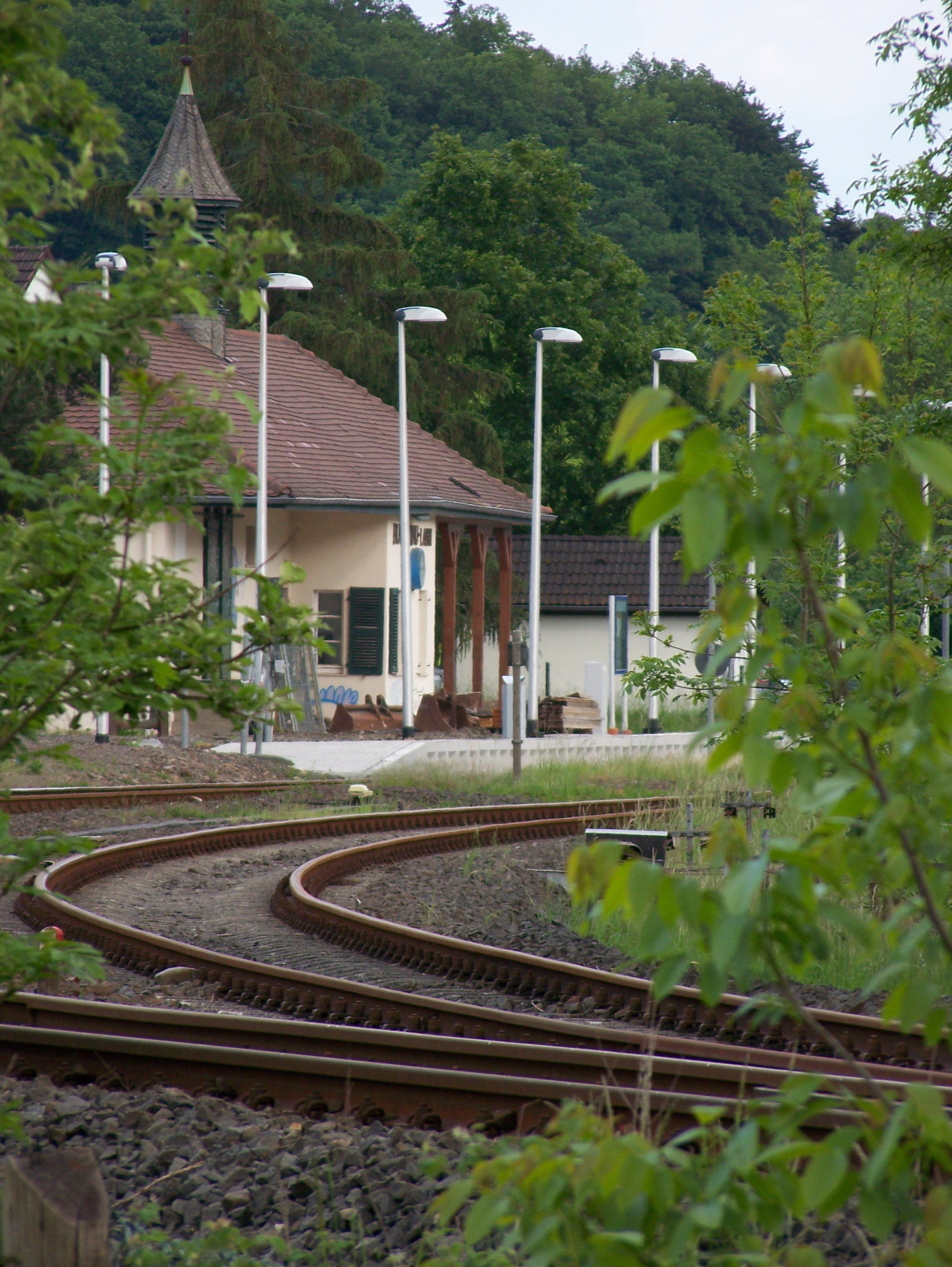
Bahnhof Buchenau (Lahn)

Durch Buchenau verläuft die Bundesstraße 62. Die nächsten Autobahnanschlüsse befinden sich in Dillenburg (A 45), Gießen (A 45) und Homberg (Ohm) (A 5).
Mit der Oberen Lahntalbahn besitzt Buchenau Anschluss an das Schienennetz. Zwischen 6 und 19 Uhr bestehen in Richtung Marburg und in Richtung Bad Laasphe über Biedenkopf je zweistündige Verbindungen mit Verdichtungen (stündlich) während der Hauptverkehrszeiten.
| Linie | Verlauf | Takt                                      |
| ----- | --- | ----------------------------------------- |
| RB 94 | Obere Lahntalbahn: Marburg (Lahn) – Cölbe – Lahntal-Sarnau – Goßfelden – Sterzhausen – Caldern – Buchenau (Lahn) – Friedensdorf (Lahn) – Wilhelmshütte (Lahn) – Biedenkopf – Biedenkopf Campus – Wallau (Lahn) – Bad Laasphe-Niederlaasphe – Bad Laasphe – Feudingen – Oberndorf (Wittgenstein) – Leimstruth – Schameder – Erndtebrück ( – Hilchenbach – Kreuztal – Siegen Hbf – Betzdorf (Sieg)) (2 Zugpaare Samstags von/bis Betzdorf) Stand: Fahrplanwechsel Dezember 2021 | 120 min 60 min (Marburg–Laasphe werktags) |

Außerdem besteht in Buchenau mit der Buslinie 481 ein regionaler Anschluss in Richtung Biedenkopf und Marburg sowie ein lokaler Anschluss mit Buslinie MR-57 ins Gemeindegebiet. Die Buslinien werden von der Verkehrsgesellschaft Mittelhessen bedient.
Neben dem Hessischen Radfernweg R2 und dem Lahntalradweg ist durch die großen Wälder in der Region eine Vielzahl von Rad- und Wanderwegen vorhanden. Mit dem 2008 eröffneten Lahn-Dill-Bergland-Pfad oder einer dazugehörigen Extratour ist Buchenau an den Wanderpark Lahn-Dill-Bergland angeschlossen.

## Kultur und Sehenswürdigkeiten

### Bauwerke
Das Ortszentrum vom Buchenau ist wegen der kulturhistorischen Bedeutung als Gesamtanlage denkmalgeschützt. Viele der Fachwerkhäuser stammen noch aus dem 17. Jahrhundert mit Kratzputzarbeiten, geschnitzten Hölzern oder sogenannten Wilden Männern, einer besonderen Fachwerkkonstruktion.
Das zentral gelegene, 1905 erbaute alte Rathaus beherbergt ein kleines Heimatmuseum und die Ortsbücherei. In dem Museum sind regionale Exponate zum Thema Haushalt und Küche der 1920er bis 1950er Jahre sowie die Hinterländer Tracht ausgestellt.

#### Martinskirche Buchenau
Die evangelische Kirche, auch Martinskirche genannt, ist über 750 Jahre alt. Nach mündlichen Überlieferungen soll ein Stein im Chor der Kirche die Jahreszahl 1090 tragen, was aber bisher nicht nachgewiesen werden konnte. Für das Jahr 1265 wird ein Pleban genannt. Die Kirche ist mit dem Patrozinium der Ursula von Köln belegt. Der Chorturm mit dem Kreuzgratgewölbe, vermutlich aus dem 10. bis 13. Jahrhundert, ist dem heiligen Pamphilos von Caesarea geweiht und enthält an der Südseite ein Maßwerkfenster. Das spätgotische Schiff hat an der nördlichen und westlichen Seite zweiseitige Emporen mit der Darstellung der zwölf Apostel an den Brüstungen. Auch das Kruzifix im Altarraum ist spätgotisch. An der Süd- und Nordwand hängen Bilder von Philipp dem Großmütigen und Martin Luther. Zwischen Gestühl und Chorturm stehen an den Seitenwänden Grabsteine der ehemaligen Patronatsherren von Döring. Die alten Stahlglocken, die im Ersten Weltkrieg für die abgelieferten Bronzeglocken eingebaut worden waren, wurden 1984 wieder durch bronzene Glocken ersetzt und zum Andenken vor dem alten Pfarrhaus aufgereiht. Die Kanzel stammt aus dem Jahre 1660 und wurde um die Jahrtausendwende in das Langhaus verlegt, um die Sicht auf den Altar zu verbessern.

#### Carlshütte
Denkmalgeschützt ist ebenfalls das ehemalige Hüttenwerk Carlshütte. Es entstand 1844 und war bis in die 1950er Jahre der wichtigste Arbeitgeber der ehemaligen Gemeinde. Das Magazin, ein großer vierstöckiger Fachwerkbau, ist das markanteste Gebäude. Südlich des Gebäudekomplexes steht die so genannte Villa, in der Anfang des 20. Jahrhunderts der Hüttenbesitzer wohnte.

Ansichten der Bauwerke
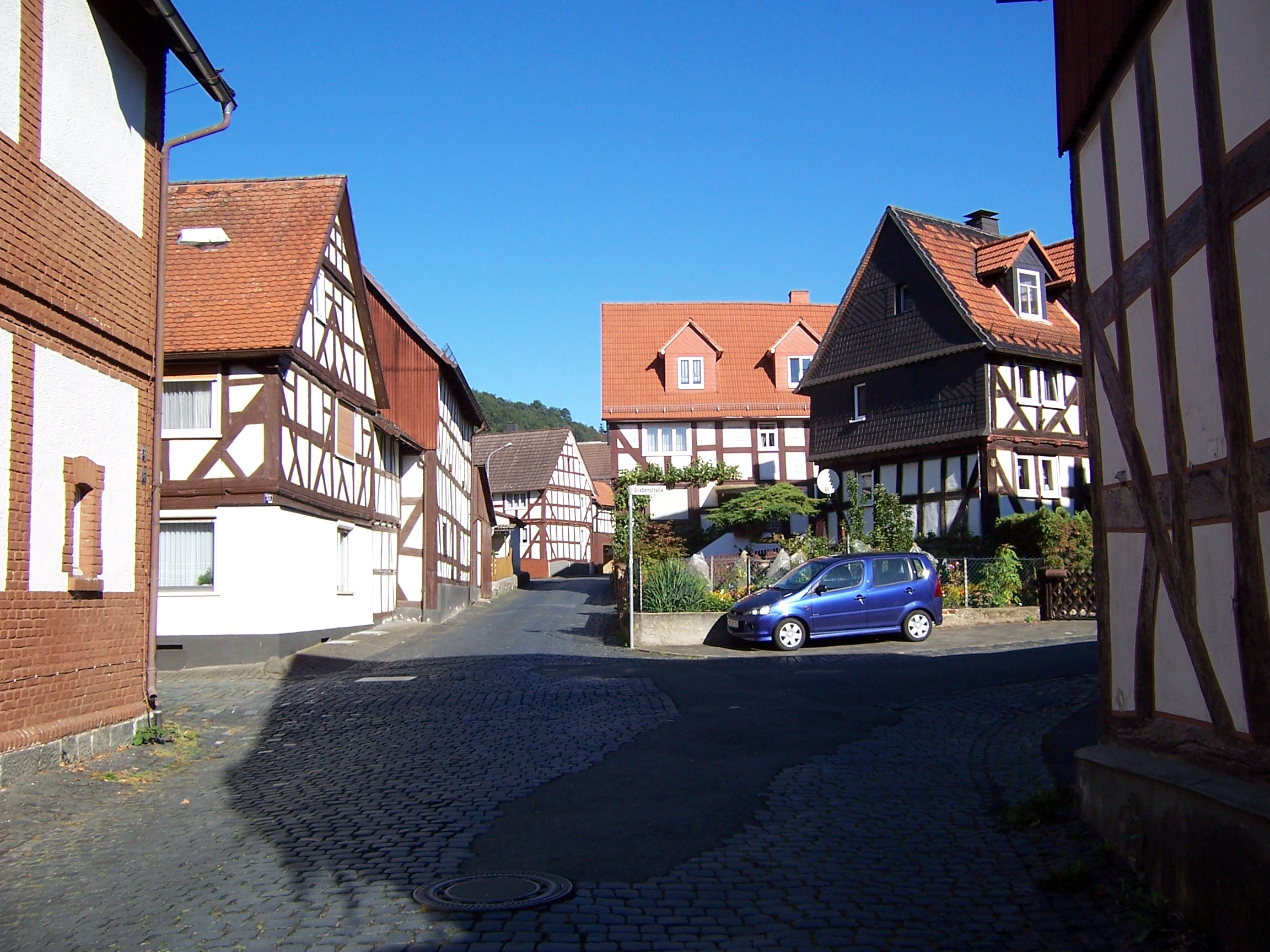
Fachwerk-Ensemble im Ortskern
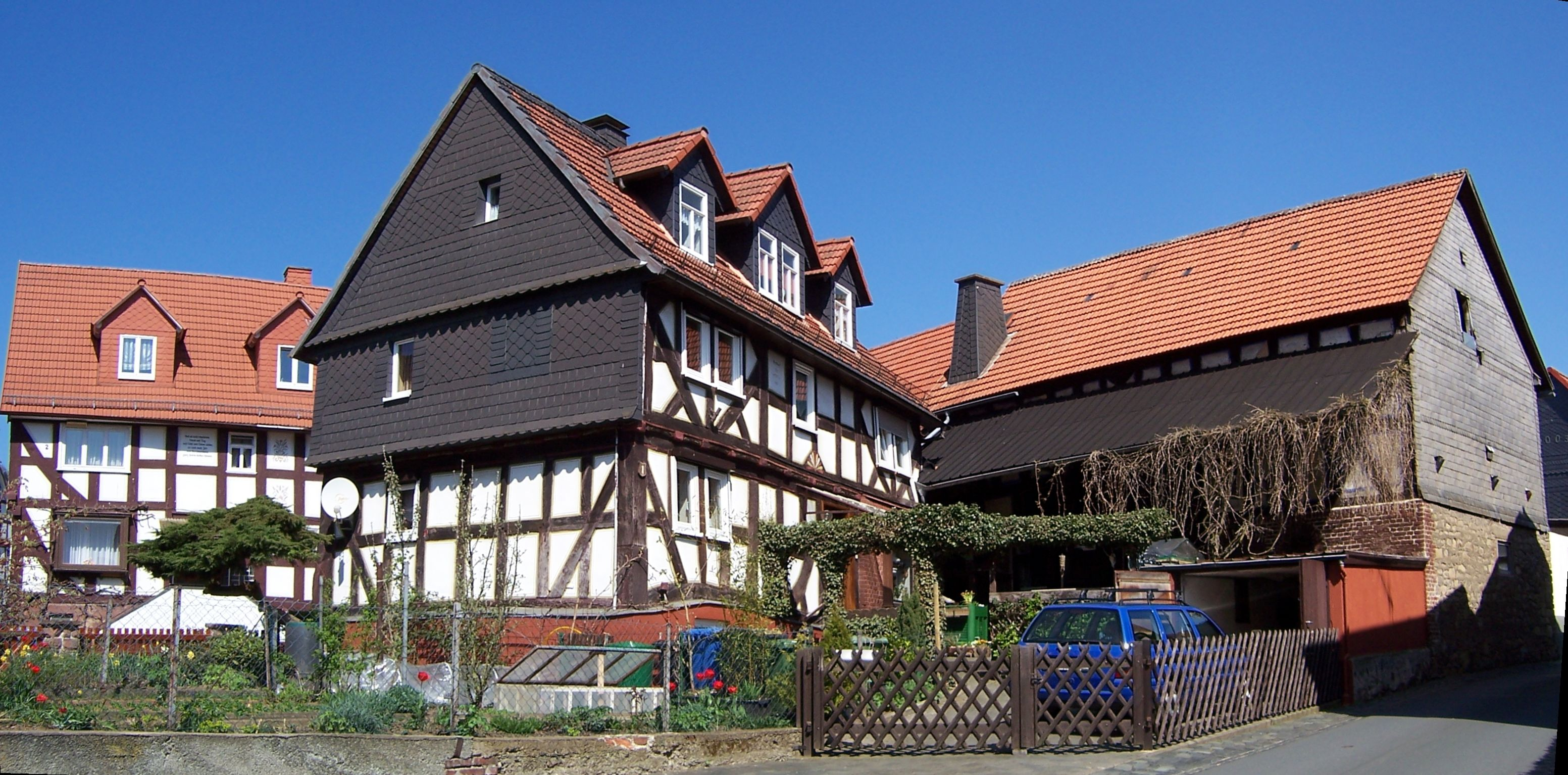
Fachwerkhaus aus dem Jahr 1632
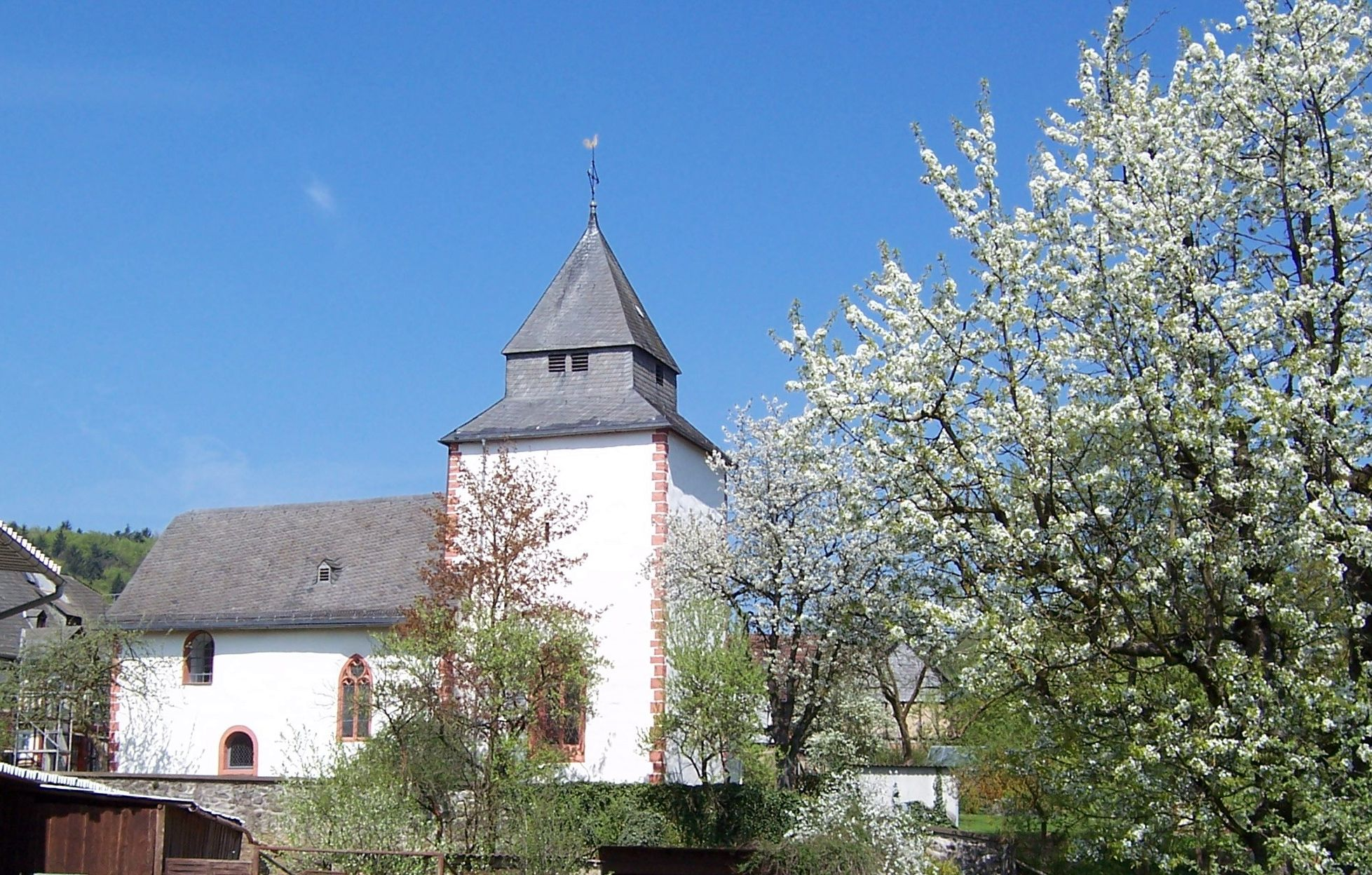
Martinskirche
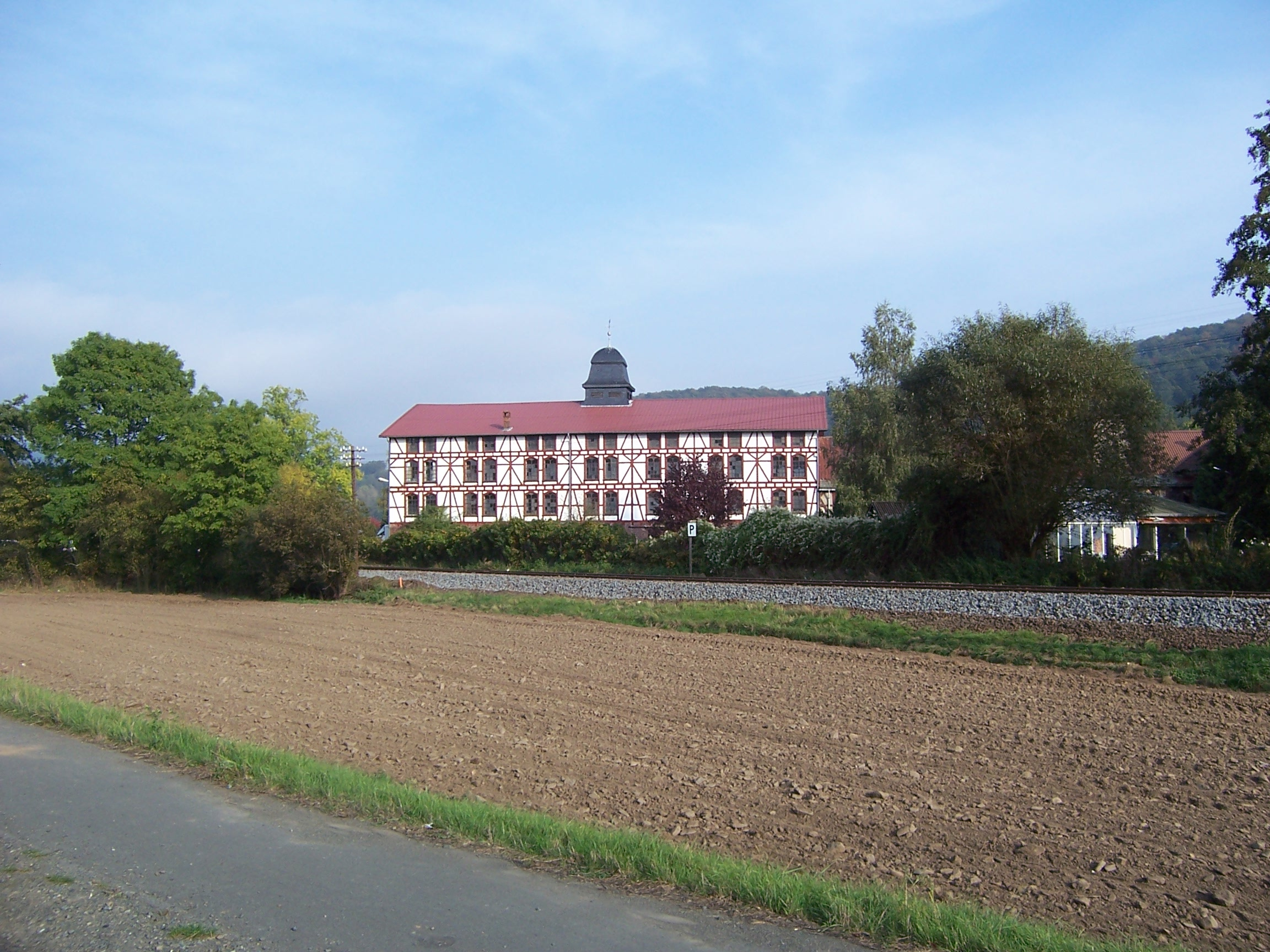
Magazin der Carlshütte

### Grenzgang

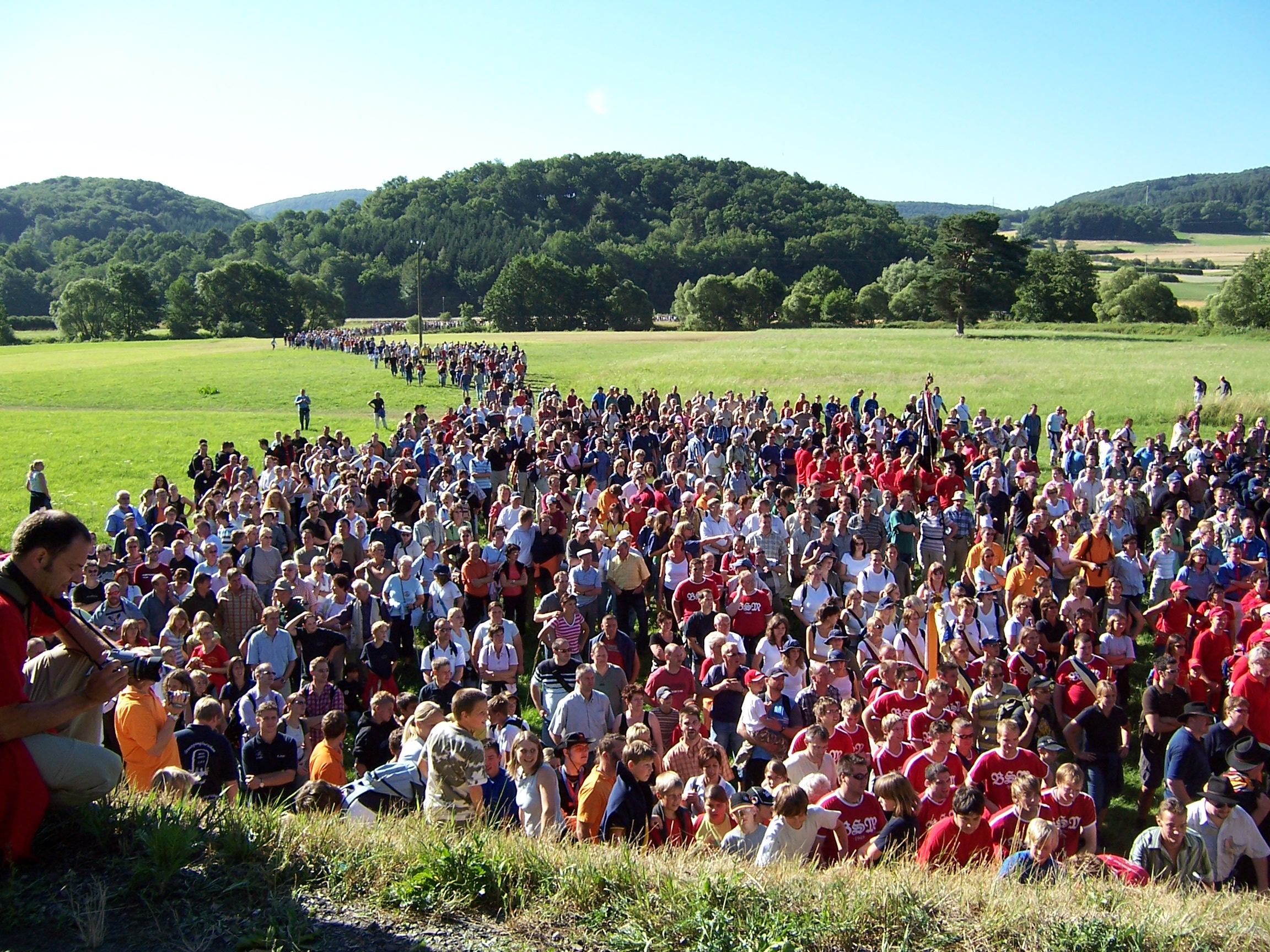
Rund 5.000 Menschen liefen beim Grenzgang 2006 mit.

Alle sieben Jahre findet in Buchenau mit dem Grenzgang ein Volksfest statt, bei dem die Grenze des Ortes in zwei Teilabschnitten abgewandert wird. Zurückzuführen ist dieser Brauch auf Grenzstreitigkeiten mit den umliegenden Orten, bei denen des Öfteren Grenzsteine versetzt worden sein sollen und damit wertvoller Waldbesitz zur Diskussion stand. Die erste Grenzbegehung soll sich 1665 ereignet haben. Mit der Zeit entwickelte sich daraus ein Volksfest, an dem anfangs nur die Dorfbevölkerung teilnahm. Später kamen mehr als 10.000 Gäste, somit gehört der Buchenauer Grenzgang zu den großen Volksfesten der Region. Dokumentiert ist ein Grenzgangsfest erstmals für 1886, danach bis 1957 in unregelmäßigen Zeitabständen. Seitdem findet es alle sieben Jahre, das nächste Mal 2027, statt.

### Dialekt
Buchenau gehört sprachlich zum Westmitteldeutschen Sprachraum. Bis weit in die 1950er Jahre wurde fast ausnahmslos das Buchenauer Platt, der örtliche Dialekt, gesprochen. Seither wird der Anteil derer, die noch „Platt schwetze“ (reden) können, immer geringer. Insbesondere bei den Jugendlichen wird der Dialekt immer mehr durch das Hochdeutsche oder auch den Regiolekt des südhessischen Rhein-Main-Gebiets verdrängt. Der Dialekt wird zwar verstanden, aber immer weniger gesprochen. Um dieser Entwicklung entgegenzuwirken, wurde 1998 der Verein Dialekt im Hinterland gegründet. In Zusammenarbeit mit dem Forschungszentrum Deutscher Sprachatlas wurde das Projekt Dokumentation der Hinterländer Dialekte gestartet, bei dem 2005 der Buchenauer Dialekt umfassend dokumentiert und auf CD festgehalten wurde.

### Vereinsleben
Wie in der gesamten Gemeinde Dautphetal ist das Vereinsleben in Buchenau stark ausgeprägt. Ältester Verein ist der Gesangverein „Concordia“ 1874 Buchenau. Ursprünglich als Männergesangverein gegründet, sind heute dort ebenso viele Frauen vertreten. Weitere Musikvereine sind der Bläserchor Buchenau, der Gemischte Chor Buchenau der landeskirchlichen Gemeinschaft und der Spielmannszug 1985 Buchenau. Der älteste Sportverein ist der Turnverein 1911 Buchenau mit vielen Abteilungen wie Handball, Leichtathletik, Turnen oder Trampolinspringen. Bereits in den 1920er und 1930er Jahren wurden der Fußballsportverein 1921 Lahnlust Buchenau und der Schützenverein Buchenau ausgegliedert und sind seither eigenständige Vereine. Weitere Sportvereine sind die Sportkeglervereinigung Dautphetal, der Radsportverein Buchenau, der Tennis-Club Carlshütte sowie die DLRG-Ortsgruppe Dautphe/Buchenau. Tiersport- und Zuchtvereine sind der Brieftaubenzuchtverein „Heimatliebe“, der Verein der Pferdefreunde und der Verein für Deutsche Schäferhunde, Ortsgruppe Buchenau. Im kulturellen und heimatlichen Bereich gibt es neben der Malergilde Kaleidoskop, dem Verein für Heimatgeschichte und dem Landfrauenverein etwa ein Dutzend weitere Vereine im kirchlichen und sozialen Bereich sowie sogenannte Männer- und Frauengesellschaften und Burschen- und Mädchenschaften, übergeordnet den Grenzgangsverein im Zusammenhang mit dem Grenzgang Buchenau.

## Persönlichkeiten
- Albrecht Ohly (1829–1891), Sohn eines Buchenauer Pfarrers, war erster hauptamtlicher Bürgermeister von Darmstadt.
- Johannes Debus X. (1879–1966) war Mitglied der verfassungberatenden Landesversammlung Groß-Hessen, Ehrenbürgermeister von Buchenau und Träger des Bundesverdienstkreuzes am Bande.
- Andreas Grebe (1899–1984) war erster hauptamtlicher Bürgermeister Buchenaus, Ehrenbürgermeister und Träger des Bundesverdienstkreuzes.
- Michael Evenari (Walter Schwarz) (1904–1989) war ein bedeutender Botaniker. Er wuchs in der jüdischen Gemeinde Buchenau/Elmshausen auf.